# Afghanistan
Afghanistan är ett land i södra Centralasien. Landet räknas ibland som en del av Sydasien eller Mellanöstern.
Landet är bergigt och saknar kust. Det gränsar till Pakistan i söder och öster, Iran i väst, Turkmenistan, Uzbekistan och Tadzjikistan i norr, och Kina allra längst i öster. En stor del av Afghanistans 652 000 kvadratkilometer stora yta täcks av bergskedjan Hindukush vid den västra änden av Himalaya. I norr finns slättland som delvis är mycket bördigt. Ett relativt låglänt område i sydväst utgörs till stor del av öken och saltträsk. Kabul är huvudstad och största stad.
Statistiken om landet är mycket bristfällig och man vet inte hur många invånare det finns, enligt landguiden uppskattades befolkningen 2021 till 39,8 miljoner Cirka 70 procent av befolkningen är under 25 år. Etniskt sett består befolkningen framför allt av etniska pashtuner, tadzjiker, hazarer och uzbeker.
Afghanistan är Asiens fattigaste land, helt beroende av utländskt bistånd och ett av världens mest korrupta länder.
År 2018–2019 var Afghanistan det land i världen som hade flest dödsfall förorsakade av krigshandlingar och terrorbrott. 2020 var det världens dödligaste land för civila och 2019-22 det land i världen som var mest utsatt för terrorism.
Landet Afghanistan som grundades år 1747 var under en del av 1800-talet brittiskt protektorat och blev självständigt år 1919. År 1979 invaderades landet av Sovjetunionen till stöd för en svag kommunistisk regering. Kommunistregimens fall 1992 följdes av fortsatt krigande under andra former och med andra deltagare. Den islamiskt fundamentalistiska talibanregimen tog makten 1996. De störtades 2001 av USA och dess allierade och det etablerades en regering med massivt stöd från de USA-ledda trupperna. Mellan 2004 och augusti 2021 var landet som stat benämnt Islamiska republiken Afghanistan. Under sommaren 2021 tog talibaner över större delen av landet, intog Kabul och utropade Islamiska emiratet Afghanistan. Den nya regimen är (mars 2022) inte erkänd av FN.

## Namn

### Etymologi
Det område som idag utgör Afghanistan har historiskt sett oftast inte varit en separat stat med eget namn. Under antiken kallades en del av området Ariana. Baktrien var och är området kring Amu Darja i norr. Under medeltiden användes namnet Khorasan (”soluppgångens land”) för ett större område, som innefattade norra Afghanistan.
Namnet Afghānistān betyder ”afghanernas land”. Det finns olika teorier om ordet afghans ursprung, ålder och mening:
- Ordet "abgan" nämns i skrifter från det persiska Sasaniderriket på 200-talet e.Kr och antas då ha syftat på folkgruppen pashtuner.[24][25]
- Pashtunerna verkar ha börjat använda termen afghan som ett namn om sig själva från den muslimska perioden (600-talet e.Kr.) och framåt.[26]
- Enligt W. K. Frazier Tyler, M. C. Gillet och andra forskare förekommer ordet afghan först i den persiska geografiboken Hudud al-'Alam år 982.[26]
- Den iranske polyhistorn Biruni, verksam kring år 1000, ansåg att afghaner var olika stammar som levde bland de västra bergen vid floden Indus, vilket skulle vara Sulaimanbergen i nuvarande Pakistan.[27]

Sista stavelsen i namnet, -stān, är ett efterled som betyder ”plats” på persiska. Ordet förekommer i flera språk i regionen. Termen ”Afghanistan” användes av mogulrikets kejsare Babur i hans memoarer under 1500-talet för att hänvisa till områdena söder om Kabul, som beboddes av pashtuner (kallade ”afghaner” av Babur).
Fram till 1800-talet användes namnet endast för pashtunernas nedärvda områden, medan kungariket som helhet var känt som kungariket Kabul, omnämnt av den brittiske statsmannen och historiken Mountstuart Elphinstone år 1815. Under 1800-talet etablerades namnet Afghanistan för hela landet.
Afghanistan blev det officiella namnet när landet erkändes av världsgemenskapen 1919 sedan det blivit helt självständigt från britterna, vilket bekräftades i statens grundlag 1923.

### Statens namn under olika perioder
Staten Afghanistan har haft en rad olika namn, som speglat statsskick och makthavarnas ideologi.
- Durraniimperiet från 1747 till 1823 eller 1826
- Emiratet Afghanistan fram till 1926
- Kungariket Afghanistan 1926–1973
- Republiken Afghanistan 1973–1978
- Demokratiska republiken Afghanistan 1978–1987
- Republiken Afghanistan (1987–1992)
- Islamska staten Afghanistan 1992–2001 (representerade landet i FN trots att man från 1996 inte hade makten i Kabul)
- Islamiska emiratet Afghanistan 1996–2001 (aldrig erkänt internationellt)
- Afghanska interimsaministrationen 2001-2002
- Afghanska övergångsadministrationen 2002-2004
- Islamiska republiken Afghanistan 2004-2021
- Islamiska emiratet Afghanistan från augusti 2021 (pågående, ej internationellt erkänt).

## Historia
Afghanistans historia kan spåras mycket långt tillbaka i tiden. Redan 9000–6000 f.Kr. bedrevs det jordbruk och boskapsskötsel i området och på 4000-talet fanns där en storartad stadskultur. Genom sitt läge mellan Syd-, Väst och Centralasien har området varit viktigt för handeln och mottagit kulturella influenser från många håll. Området har många gånger invaderats av stormakter och mera tillfälliga erövrare men också varit centrum för riken som varit mycket större än det nuvarande Afghanistan.
Det område som idag utgör Afghanistan ligger i skärningspunkten mellan olika makt- och kulturområden och har inte utgjort en separat enhet förrän på 1700-talet. Hela eller delar av området har hört till riken med centrum i Iran, Centralasien och Indien, och delar av området har också utgjort centrum för större riken. Det har också skett flera stora invasioner från långväga imperiebyggare, och området har varit viktigt för handeln mellan Östasien och Medelhavsområdet. Därmed har kulturen utvecklats genom påverkan från många olika håll.

### Forntiden och antiken

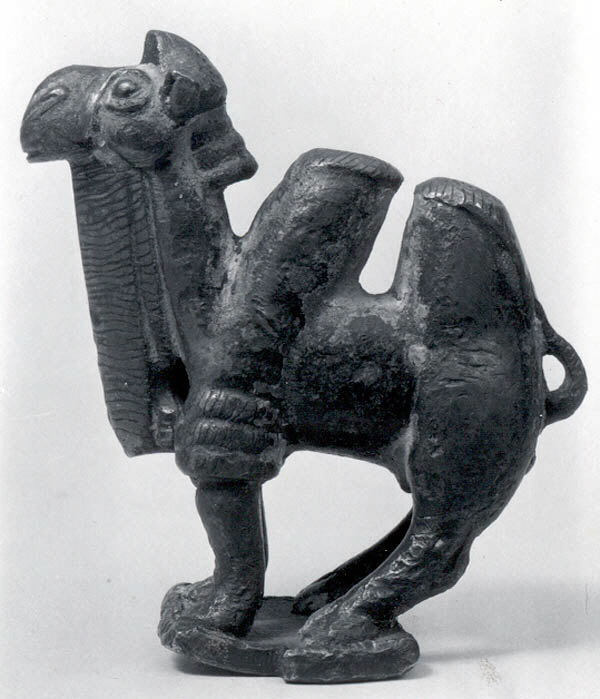
Baktrisk kamel i mässing från c.a 2000 f.Kr, mått c.a 9 cm. Funnen i Baktrien (Norra Afghanistan / Södra Centralasien.

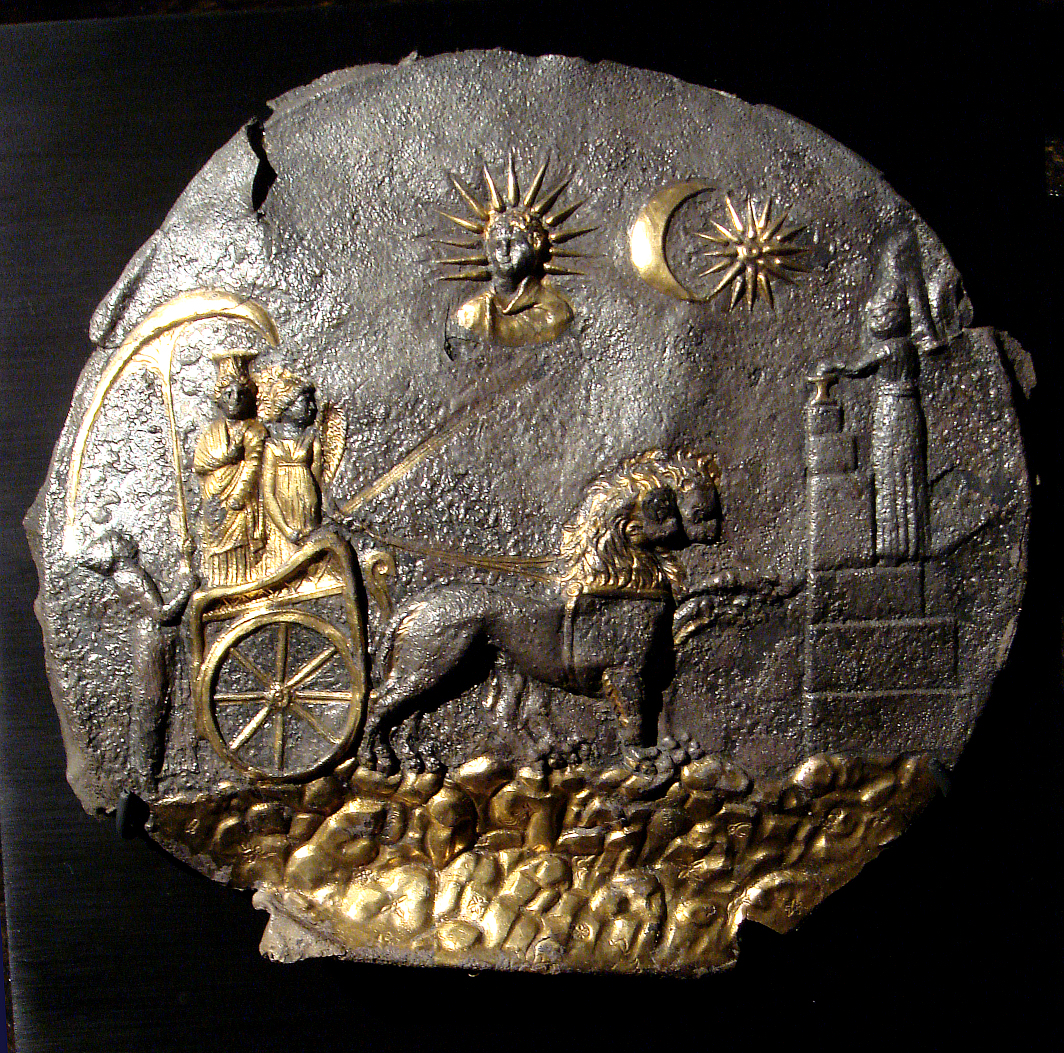
Hellenistisk plakett i förgyllt silver, föreställande Kybele och Nike i en vagn dragen av två lejon. Mått c.a 25 cm. C:a 300 f. Kr.

Området har varit bebott mycket länge. I den norra delen av landet har man hittat 50 000 år gamla lämningar av en människa tillsammans med verktyg. I samma område fanns under yngre stenåldern (9000–6000 f.Kr.) en kultur baserad på jordbruk och boskapsskötsel. Vid Helmandflodens delta i Sistanbäckenet, som idag delas mellan Iran och Afghanistan, uppstod på 4000-talet f.Kr. stadskulturen Shar-e Sokhta som utvecklades till en av de största stadsbildningarna mellan Persien och Indien.
Någon gång på 2000-talet f.Kr. bosatte sig de indoeuropeiska arierna i området. Sedan dess är dess historia nära sammanknuten med den övriga iranska världen där den zoroastriska religionen kom att dominera. Balkh i norr blev på 500-talet f.Kr. huvudstad i den persiska provinsen Baktrien och ett viktigt ekonomiskt centrum. Hela det område som utgör nutida Afghanistan ingick på 500–300-talen f.Kr. i det persiska akemenidiska väldet.
Alexander den store erövrade området år 330 f.Kr. Han grundade Herat som en grekisk kolonistad, levde några år i Balkh och lade grunden till ett hellenistiskt rike i Baktrien. Ungefär samtidigt blev området söder om Hindukush en del av det indiska Mauryariket som introducerade buddhismen i området.
Redan före vår tideräknings början skedde handel mellan Öst- och Sydasien och länderna kring Medelhavet, och en del av det nät av handelsvägar som med ett gemensamt namn kallades Sidenvägen gick genom det som nu är Afghanistan. Wakhankorridoren mellan Pamir och Hindukush var en viktig passage och Balkh, Bamiyan, Herat, Badakhshan och Kabul låg utefter handelsvägarna. Detta gjorde att varor och idéer från både öst och väst nådde området.
Från 100 f.Kr. invaderades den norra och östra delen av området av centralasiatiska nomadfolk. De etablerade det buddhistiska Kushanriket som hade sin höjdpunkt på 200-talet e.Kr. Därefter följde några århundraden av nya angrepp från norr och skiftande maktförhållanden.

### Arabiska och mongoliska invasioner

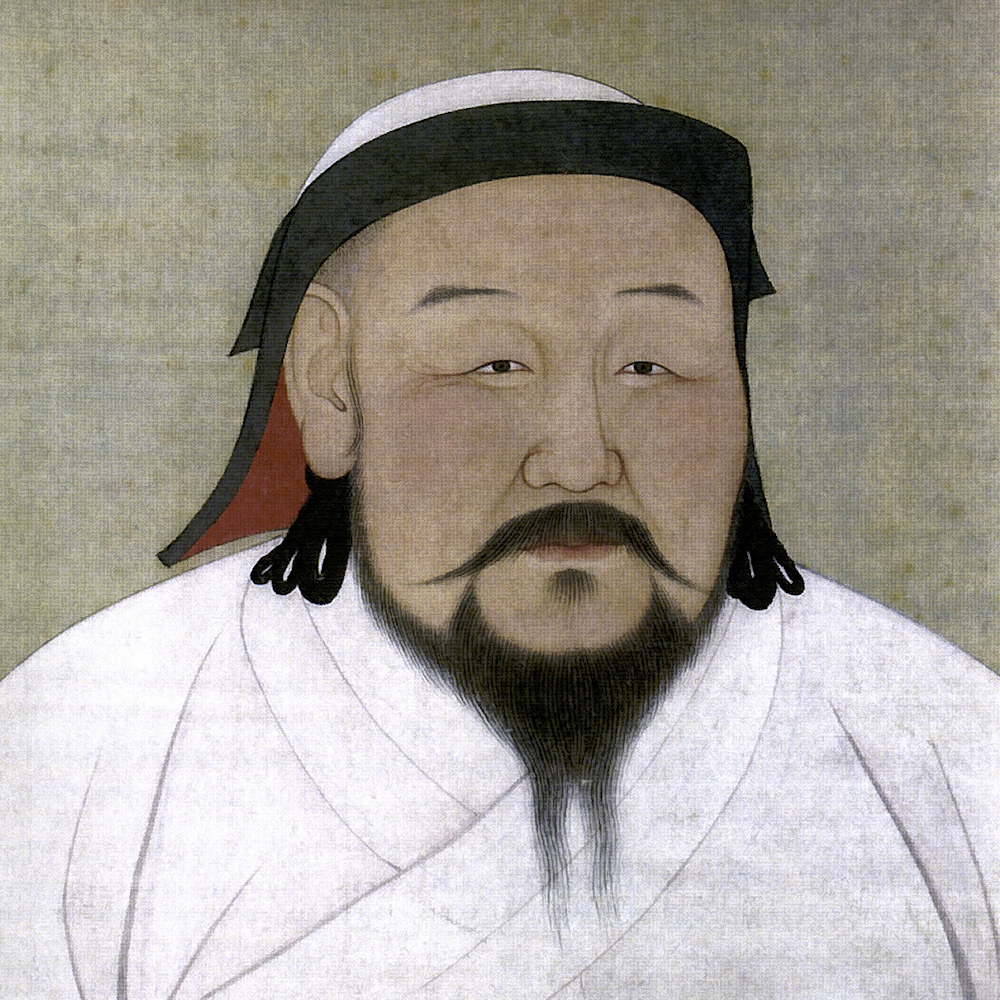
Kublai Khan var mongolväldets härskare 1260–1294. Samtida porträtt i kinesisk stil.

År 663 intogs Kabul av arabiska erövrare som tvingade staden att lämna buddhismen och övergå till islam och att betala årliga skatter, men inget av detta blev bestående. Först 871, efter en ny arabisk ockupation, konverterade stadens invånare slutgiltigt till islam, och nästa år besegrade araberna det lilla kungadömet Bamiyan. Därmed blev området en del av den islamiska världen. Med den nya religionen följde ny byggnadskonst och diktkonst.
I början av 1220-talet invaderades området av de mongoliska stammar som enats av Djingis khan. Hans krigföring var mycket hård och skonade varken människor eller byggnader. Efter Djingis Khans död delades riket upp i flera khanat, som först hölls samman under en stor-khan men efter Kublai Khans död 1294 blev självständiga riken. De khaner som härskade över nuvarande Afghanistan övergav så småningom mycket av den mongoliska kulturen till förmån för islam.
På 1380-talet kom en ny mongolisk erövring ledd av den turk-mongoliske härskaren Timur Lenk. Med utgångspunkt från sin huvudstad Samarkand skapade han ett sammanhängande rike från Indus till Svarta havet. Efter hans död 1405 splittrades hans välde genom strider mellan hans ättlingar, timuriderna. Den västra delen hade under 1400-talet sin huvudstad i Herat, som blev ett centrum för persisk litteratur och konst.

### Mellan Mogulriket och Persien
Östra delen av nuvarande Afghanistan erövrades år 1504 av mogulfursten Babur, som härstammade från både Djingis Khan och Timur Lenk. När han 1526 erövrade Delhi och etablerade Mogulriket blev området kring Kabul en del av detta rike. Perserna behärskade västra delen kring Herat medan kontrollen över Kandahar växlade mellan de båda imperierna. Området norr om Hindukush behärskades av de uzbekiska khanaten i Chiva och Buchara.
1709 ledde den pashtunske stamhövdingen Mirwais Khan Hotak i Kandahar ett framgångsrikt uppror mot Persien. Han utropade provinsen Kandahar till ett självständigt kungadöme. Hans son Mahmud Hotaki fortsatte bekämpa perserna och utropade sig till 1722 till shah över Persien, men hans efterträdare förlorade 1738 både Persien och Kandahar till Persiens nye härskare Nadir Shah. Nadir Shah fortsatte sitt fälttåg och erövrade 1738–1739 Ghazni, Kabul och Lahore från Mogulriket. De inbördes fientliga pashtunska stammarna i nuvarande Afghanistan enades för att bekämpa honom, men upproret slogs ned och Nadir Shah tvångsförflyttade en del av de upproriska stammarna till områden som än i dag bebos av deras ättlingar. 1747 dödades Nahir Shah av sina egna officerare. Därefter bröt den pashtunske stamledaren Ahmed Durrani loss Afghanistan som ett självständigt rike.

### Afghanistan grundas

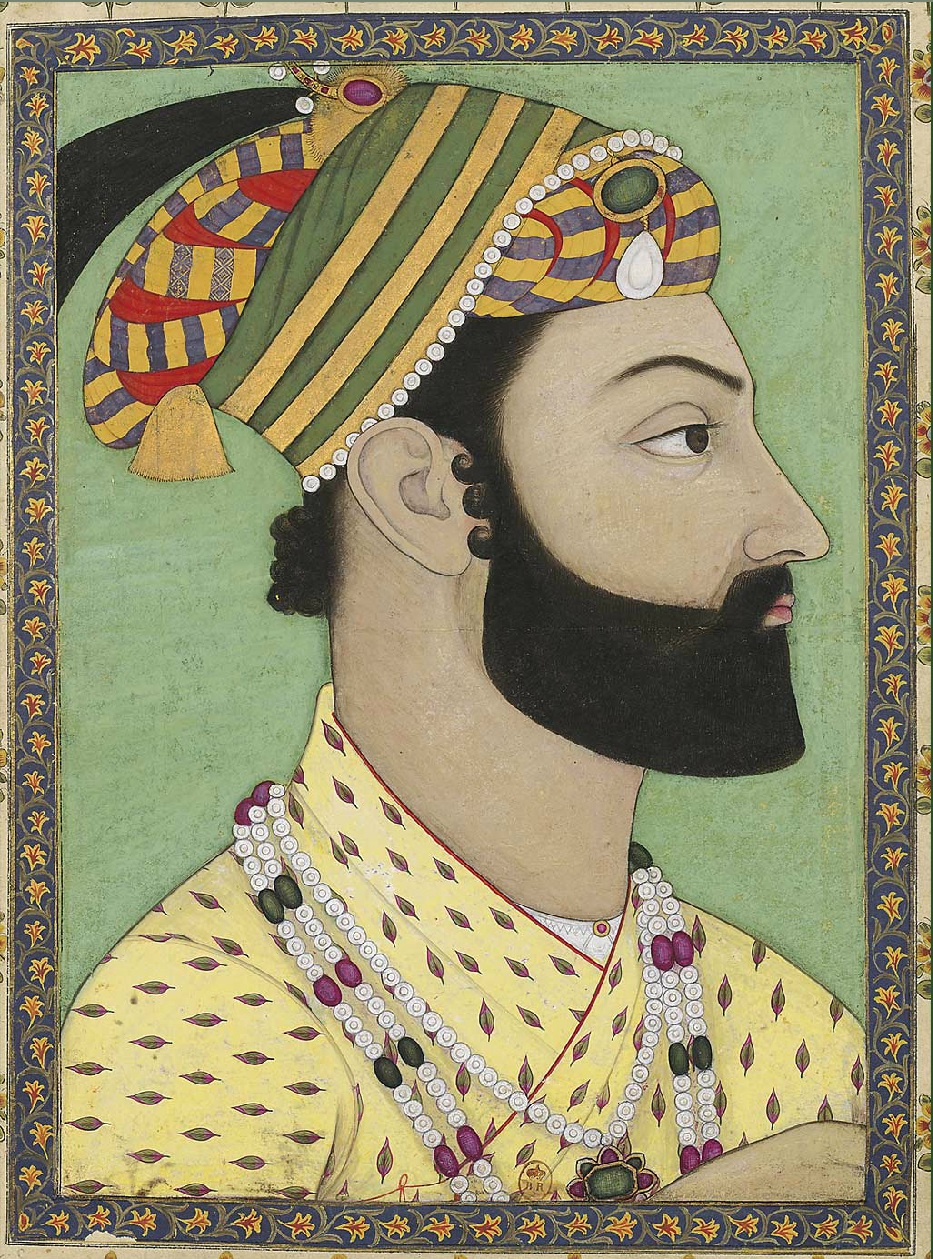
Ahmad Shah Durrani bildade det afghanska riket 1747. Samtida porträttminiatyr i mogulstil.

Ursprunget till dagens afghanska stat var det rike som bildades 1747 under Ahmed Shah Durrani, med Kandahar som huvudstad. Det regerades sedan av hans ättlingar inom Durranidynastin, som 1776 flyttade huvudstaden till Kabul. Kring 1800 började riket falla samman, och utan stark överhet förvandlades stam- och klanhövdingar till självsvåldiga krigsherrar. Det enade riket återupprättades i början av 1820-talet av den pashtunske stamhövdingen Dost Mohammed.

### Mellan Storbritannien och Ryssland

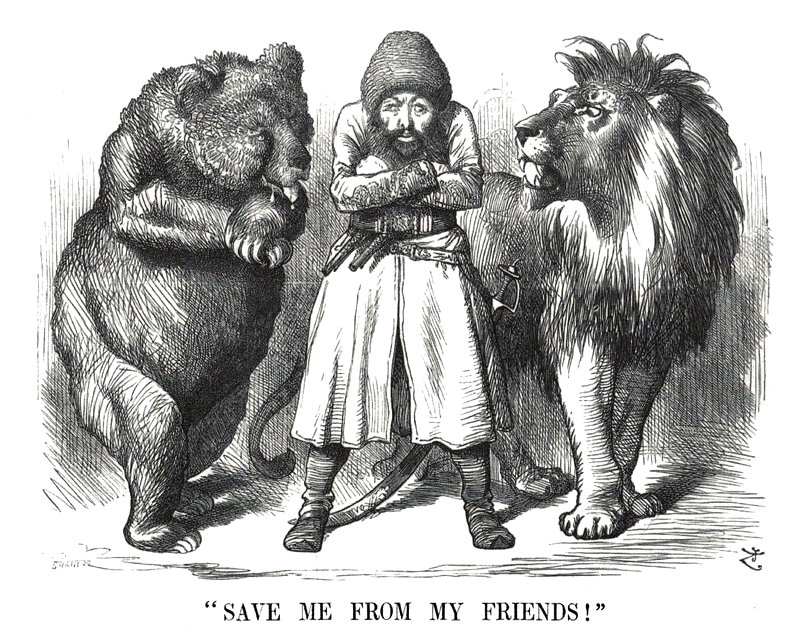
Afghanistan som buffertzon i det storpolitiska spelet. Karikatyr som föreställer Shir Ali Khan med «vännerna» Ryssland och Storbritannien (1878).

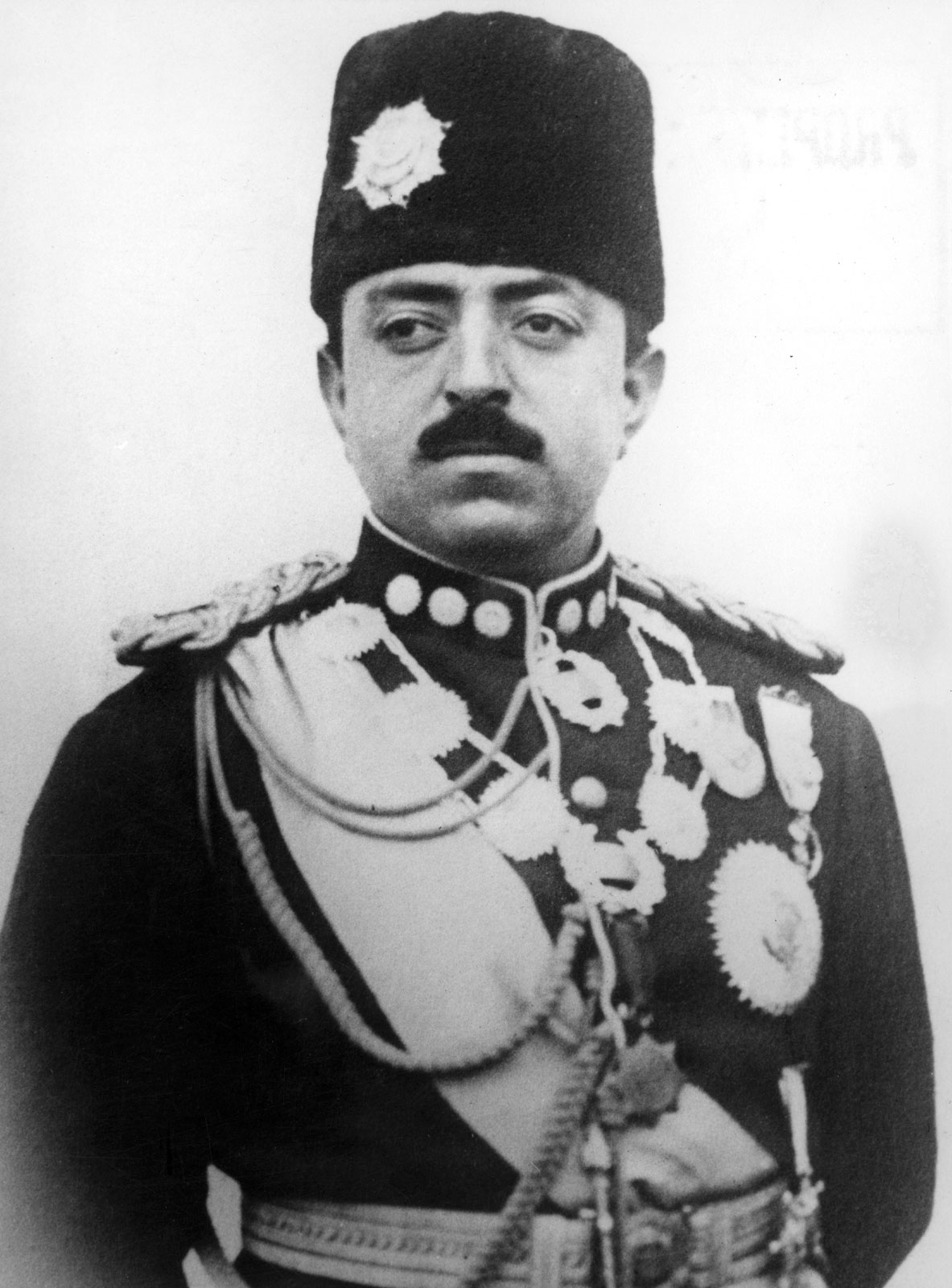
Amanullah Khan, Afghanistans kung 1919–1929.

Att den svaga afghanska staten alls kunde bestå under 1800-talet var en effekt av stormaktsrivaliteten mellan Storbritannien och Ryssland, där Afghanistan kom att fungera som buffert. Konflikten mellan de båda stormakterna har av bland andra Rudyard Kipling kallats det stora spelet. Eftersom det aldrig helt har erövrats av någon utomstående makt har Afghanistan blivit kallat "oövervinnbart" och "imperiernas kyrkogård".
Första anglo-afghanska kriget 1839–1842 ledde till att britterna accepterade emiren Dost Mohammed, men sedan gradvis tog över delar av landet som därmed förlorade sin kust. Efter andra anglo-afghanska kriget 1878–1880 blev Afghanistan i praktiken ett brittiskt protektorat utan rätt till egen utrikespolitik. 1880–1901 styrdes landet av emiren Abdur Rahman som strävade efter att modernisera landet och skapa en stark centralmakt. Han slog ned 40 uppror och har kommit att kallas "järnemiren" på grund av sin hänsynslöshet.
Stormakterna bestämde hur Afghanistans gränser skulle dras utan att den svaga afghanska regeringen hade något att säga till om. Gränsen till brittiska Indien, Durandlinjen, drogs 1893 men har inte erkänts av den afghanska regeringen, något som har lett till ansträngda förbindelser med Pakistan sedan detta land blev självständigt 1947.
Tredje anglo-afghanska kriget 1919 ledde till att Afghanistan blev självständigt från Storbritannien.

### Självständigt kungadöme
1919–1929 styrdes landet av Amanullah Khan, som genomförde en rad reformer för att modernisera landet och som öppet samregerade med sin europeiskt utbildade drottning Soraya Tarzi. Han tvingades abdikera efter ett uppror. Senare samma år togs makten av hans farbror Mohammed Nadir, som mördades 1933 och efterträddes av sin 19-årige son Mohammed Zahir.
Fram till 1953 styrdes landet i praktiken av kungens farbröder och 1953–1962 var hans kusin prins Mohammed Daoud Khan premiärminister. Hela Mohammed Zahirs regeringstid präglades av en långsam reformtakt, som undvek att provocera konservativa grupper. Från 1948 fanns en återkommande konflikt kring gränslinjen mot Pakistan, och Afghanistan knöts allt närmare Sovjetunionen när Pakistan stängde gränsen för viktiga varor.
Under 1950- och 1960-talen var Afghanistan ett av världens mest biståndsberoende länder, räknat  per invånare. Mellan 1950 och 1970 kom 50 procent av biståndet från Sovjetunionen och 30 procent från USA. Stora infrastruktursatsningar, med vägar och flygplatser, gjordes med lån från framför allt Sovjetunionen och USA.

Salangtunneln i Hindukush, byggd med sovjetiska medel i mitten av 1960-talet.

Konflikten med Pakistan och de avbräck den betydde för handeln gjorde att premiärministern prins Daoud tvingades avgå år 1963. Året därpå ratificerades en ny författning skriven av afghaner utbildade utomlands på uppdrag av kungen. Den nya författningen fastslog ett mer parlamentariskt statsskick med en form av konstitutionell monarki, dock med fortsatt kungligt inflytande i politiken.
1971 drabbades landet av svår torka, som varade i två år och dödade tusentals människor. Staten reagerade för sent och myndigheterna agerade inkompetent, vilket ledde till stort missnöje. 1973 avsattes kung Zahir genom en kupp medan han var i Europa för en operation.

### Statskupper och sovjetisk ockupation

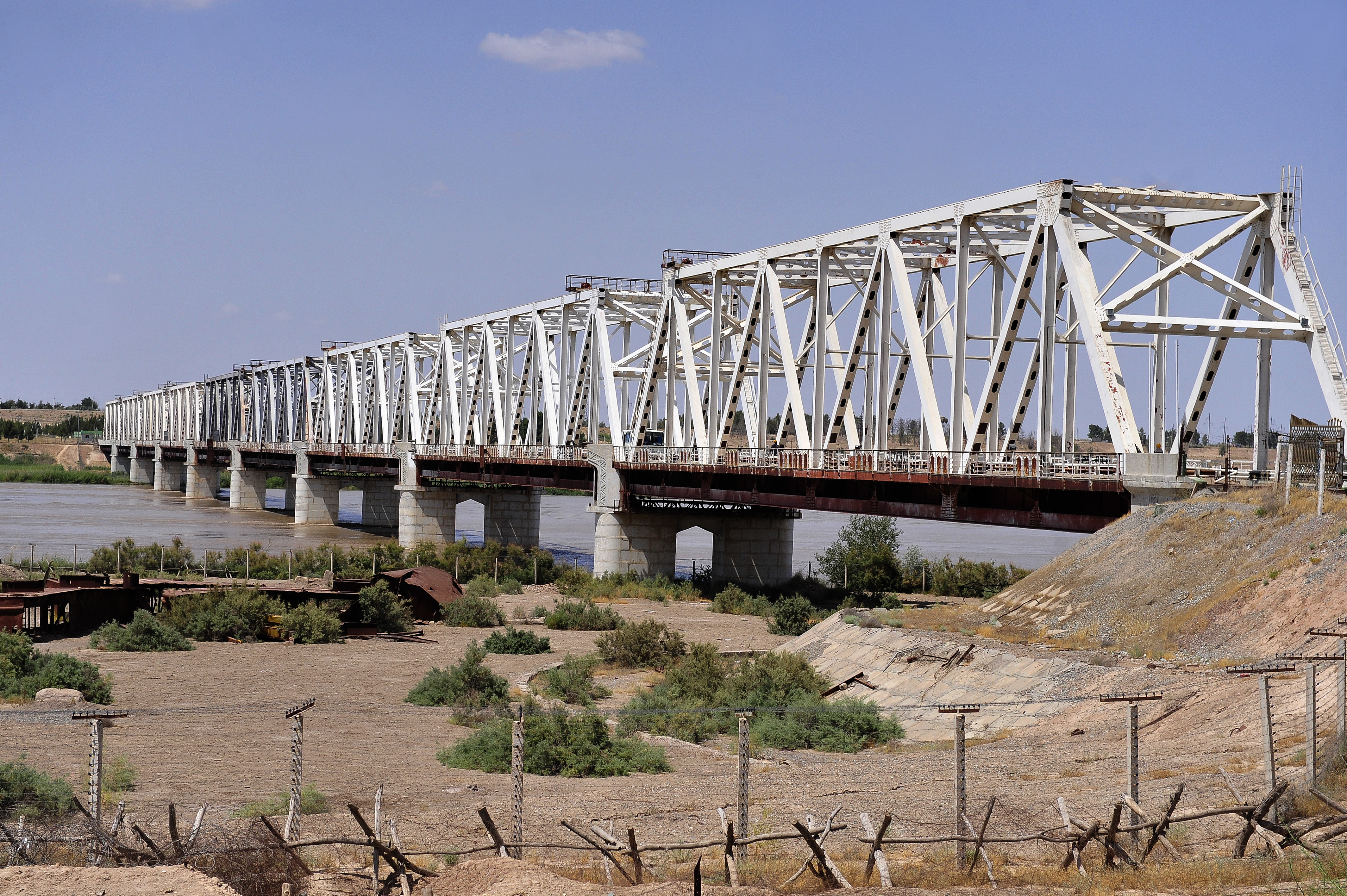
Vänskapsbron över Amu-Darja mellan Uzbekistan och Afghanistan byggdes 1982 för transport av sovjetiska trupper till Afghanistan.

Vid den oblodiga militärkuppen år 1973 tog den tidigare premiärministern prins Mohammed Daoud Khan makten och utropade Afghanistan till republik och sig själv till president.
Mohammed Daoud strävade efter att minska Sovjetunionens inflytande och knöt närmare kontakter med Indien, Iran, USA och Saudiarabien. En ny konstitution 1977 gjorde landet till en enpartistat, och Daoud genomförde utrensningar av kommunister från statsapparaten och militären. Sovjetunionen fortsatte dock att stå för en stor del av det bistånd som Afghanistan var helt beroende av.
1978 tog det afghanska kommunistpartiet  makten genom en militärkupp (Saur-revolutionen) och Daoud och hela hans familj mördades.
Efter det kommunistiska maktövertagandet förbjöds alla andra politiska partier än det kommunistiska PDPA. Regimen utmanades av den USA- och Pakistanstödda mujaheddingerillan. Genom Central Intelligence Agency (Operation Cyclone) utbildades och beväpnades minst 80 000 mujaheddinsoldater i USA-finansierade träningsläger i Pakistan, och deras ledare fick utbildning av CIA i Virginia i USA. Många tusen av  av dessa var frivilliga från andra länder.
Samtidigt bekämpade olika fraktioner av PDPA varandra. Partiets förste president Nur Muhammad Taraki mördades hösten 1979 och efterträddes av Hafizullah Amin. När regeringen närmade sig kollaps invaderades Afghanistan, i december 1979, av sovjetiska trupper. Amin dödades och ersattes av Babrak Karmal. År 1986 ersattes han som president av Mohammad Najibullah.
Sovjetunionens invasion 1979 var början på det Afghansk-sovjetiska kriget som pågick fram till 1989. Sovjetiska trupper och den afghanska regeringsarmén bekämpades av en rad olika motståndsgrupper - mujaheddin - som var inbördes oeniga men förenades i strävan att driva ut inkräktarna. Kriget ödelade stora delar av landet, ledde till halverad produktion i det jordbruk som utgjorde landets basnäring och underminerade mycket av samhällets struktur och traditioner. Antalet afghanska dödsoffer i kriget är oklart - olika källor anger mellan 562 000 och två miljoner människor. Ungefär sex miljoner flydde till grannländerna Iran och Pakistan.
Uppskattningsvis 15 000 sovjetiska soldater miste livet i kriget. Dessa förluster i kombination med Sovjetunionens förestående sammanbrott och omfattande internationella påtryckningar ledde till att de sovjetiska stridskrafterna drog sig tillbaka 1989.

### Inbördeskrig och talibanstyre
När de sovjetiska trupperna dragit sig tillbaka fortsatte kriget mellan motståndsrörelsen och Najibullahs regering, som fortfarande fick ekonomiskt stöd från Sovjetunionen. Stora delar av den kvarvarande statsapparaten föll sönder samtidigt som motståndsgrupperna inte förmådde ena sig kring en ny nationell ledning. Efter medlingsförsök från FN intog mujaheddin Kabul den 27 april 1992. Enligt den framförhandlade överenskommelsen skulle Najibullah lämna Afghanistan och en ny regering tillträda, men motståndsledarna kunde inte komma överens, Najibullah tog sin tillflykt till ett FN-kontor i Kabul och landet stod utan fungerande regering.
Trots det långvariga kriget var Kabul i allt väsentligt intakt när sovjettrupperna lämnade staden. Efter Najibullahs fall började de tidigare nödtorftigt allierade motståndsgrupperna bekämpa varandra genom våldsamma strider inne i staden och även beskjutning utifrån. Under 1992 och 1993 bekämpade de olika grupperna varandra med skiftande allianser som så småningom utmynnade i en sunnimuslimsk allians mot det shiamuslimska och hazariska Hezb-e Wahdat. Den hazariska civilbefolkningen blev måltavla för brutala krigshandlingar och övergrepp.1993 tillsattes formellt en regering med tadzjiken Burhanuddin Rabbani som president och pashtunen Gulbuddin Hekmatyar som premiärminister, men de var fortsatt mycket fientliga mot varandra och inbördeskriget fortsatte.
De forna motståndsledarna agerade allt mer som självständiga krigsherrar som med våld tvingade till sig makt och förtryckte civilbefolkningen. Den islamistiska talibanrörelsen, med ursprung i koranskolor och USA-finansierade träningsläger i gränslandet mot Pakistan, började 1994 agera mot krigsherrarnas övergrepp och växte mycket snabbt till en stark militär kraft som 1996 intog Kabul. Som mest kontrollerade talibanerna 90 procent av landets yta. Ett område i nordöst kontrollerades av Norra alliansen, under ledning av Rabbani som av omvärlden fortfarande sågs som Afghanistans legitime president. Talibanerna införde islamistiska sharialagar och ändrade landets namn till Islamiska emiratet Afghanistan. Talibanledaren Mohammed Omar fick titeln amir al-muminin (de troendes härförare). Landet blev en fristad för Usama bin Ladins rörelse al-Qaida. I mars 2001 lät regimen skjuta sönder två 1 500 år gamla Buddhastatyer. Omvärlden rasade mot förstörelsen av dessa världsarvsförklarade kulturminnen.

### Perioden från 2001

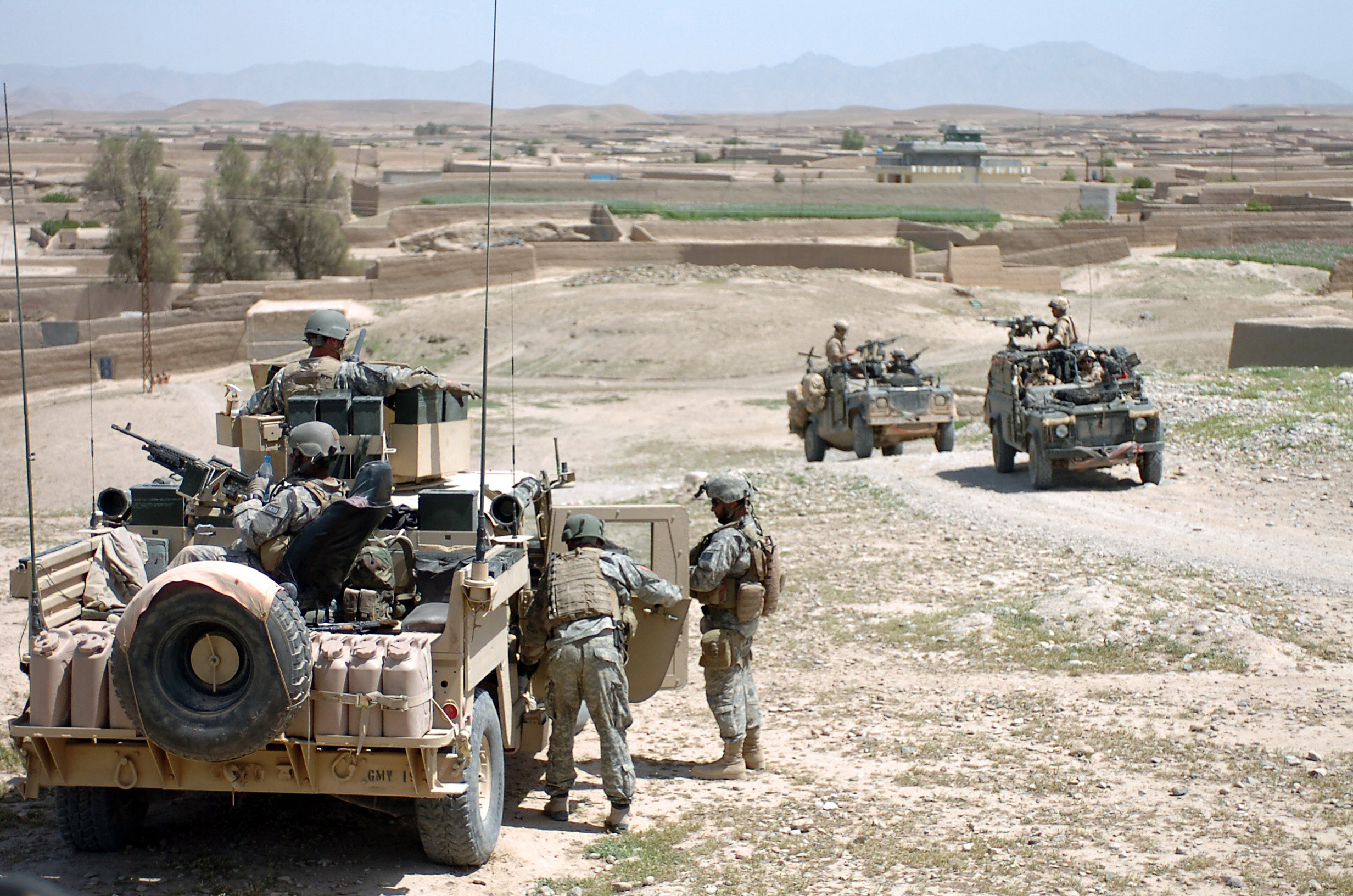
Amerikanska och brittiska soldater i Helmand, 2007.

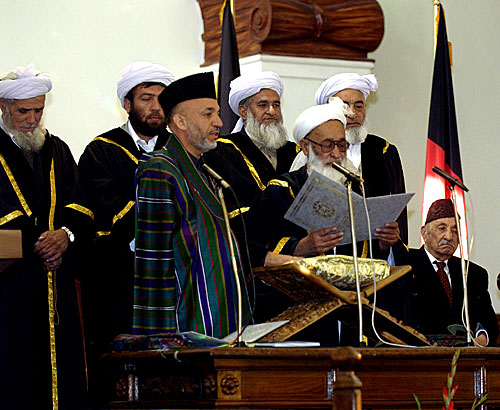
Hamid Karzai svärs in som president 7 december 2004.

Afghanistans flagga från 2004 (Islamiska republiken Afghanistan).

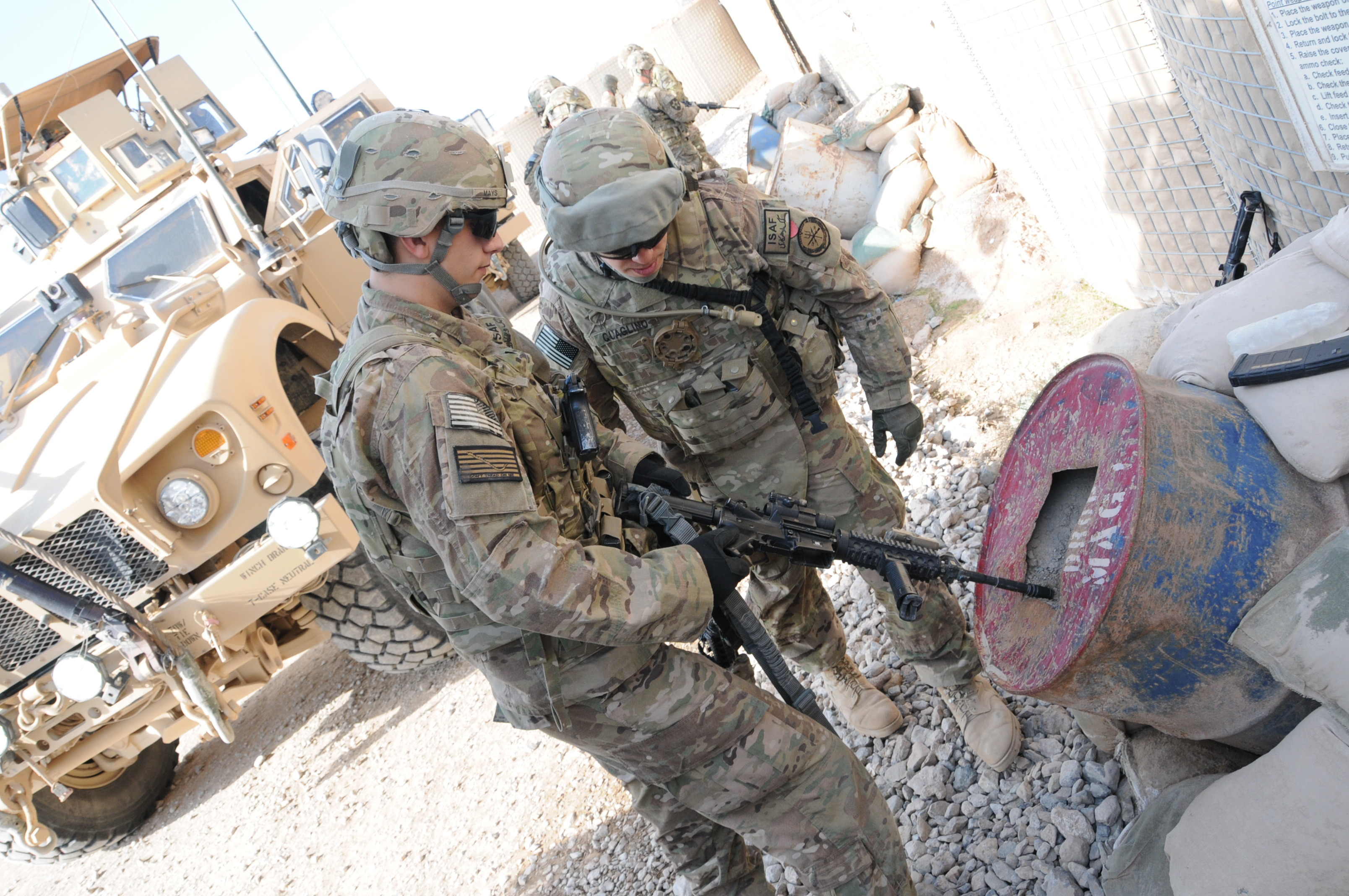
Amerikanska soldater i Afghanistan 2013.

11 september-attackerna 2001 föranledde USA att kräva Usama bin Ladin utlämnad men talibanregimen vägrade göra detta. Afghanistan angreps 7 oktober 2001 av USA och Storbritannien, i det som kallades Operation Enduring Freedom. Amerikanska flygplan genomförde kraftiga bombangrepp som underlättade för Norra alliansen att närma sig Kabul norrifrån. USA satte också in drygt 1000 marksoldater. I december 2001 hade invasionsstyrkorna tagit kontroll över Kabul och större delen av landet, men talibansoldater flydde upp i bergen och fortsatte att göra motstånd. Vid årsskiftet enades afghanska ledare, talibanmotståndare, vid en konferens i Bonn om att bilda en interimsregering under Hamid Karzai. Han vann sedan presidentvalen 2004 och 2009, det senare med lågt valdeltagande och hårda beskyllningar om valfusk.
I slutet av 2001 tog FN:s säkerhetsråd initiativ till den fredsbevarande styrkan International Security Assistance Force (ISAF). Styrkans mandat var att bistå president Karzais regering att upprätthålla lag och ordning samt att återuppbygga landets infrastruktur. Efter invasionen 2001 fortsatte USA att ha ett stort antal soldater i Afghanistan och att lägga ned mycket stora summor pengar på kriget.
En internationell givarkonferens arrangerades i London den 1 februari 2006 där Afghanistan fick löfte om 10 miljarder amerikanska dollar. 2014 hölls ett nytt presidentval. Efter en utdragen process med ömsesidiga beskyllningar om valfusk fastställdes ett valresultat genom förhandlingar i oktober 2014. Resultatet blev att de två huvudkandidaterna till presidentposten delade upp makten mellan varandra. Ashraf Ghani utsågs till president och Abdullah Abdullah blev regeringschef. Resultatet blev en regering där de båda ledarna delade på departementen och där samarbetet och koordineringen fungerade dåligt.
Regeringen har ända sedan USA-invasionen 2001 varit beroende av NATO-styrkor för att behålla makten.
År 2008 kontrollerade talibanerna 10 procent av landet. År 2019 uppskattade Svenska Afghanistankommittén att talibanerna fanns i nästan hela landet och att regeringen och talibanerna vardera kontrollerade 20–30 procent av landet medan övriga områden var föremål för konstanta aktiv dispyter. Även IS och andra upprorsgrupper agerar i Afghanistan. Sommaren 2019 förhandlade USA med talibanerna om ett tillbakadragande av amerikanska trupper, och i början av 2020 fattades en överenskommelse om förhandlingar som skulle inbegripa den afghanska regeringen.

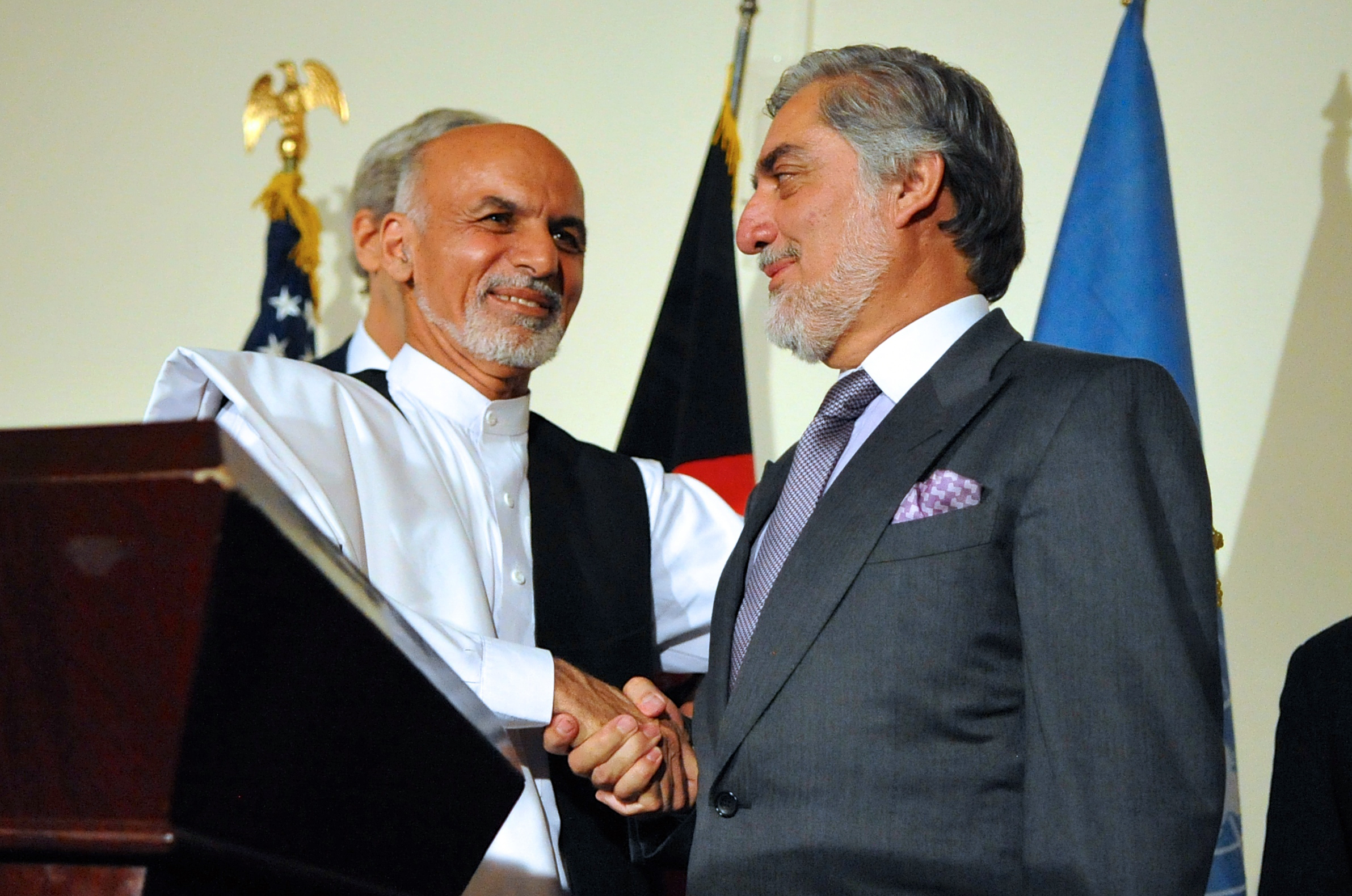
Ashraf Ghani (till vänster) och Abdullah Abdullah 2014.

I september 2019 hölls presidentval, efter att ha skjutits upp flera gånger. Endast 1,8 av 9,6 miljoner registrerade väljare deltag i valet. Först i februari 2020 presenterades ett definitivt resultat som innebar att Ashraf Ghani vunnit med lite över 50 procent av rösterna. Den viktigaste motkandidaten Abdullah underkände resultatet med hänvisning till valfusk och i mars utropade sig både Ghani och Abdullah till president. Efter hot från USA om indraget bistånd kom man överens om en maktdelning som innebar att Ghani förblev president, Abdullah fick kontrollen över halva regeringen inklusive ansvaret för fredsprocessen och krigsherren och den tidigare vicepresidenten Dostum blev överbefälhavare (marshal) och fick en post i regeringen.
Totalt har mer än 775 000 amerikanska soldater tjänstgjort i Afghanistan under perioden 2001-2019, många av dem i flera omgångar. USA:s försvarsdepartement anger att 2 300 amerikanska soldater har dödats och 20 000 sårats i strid. Minst 100 000 civila har dödats eller skadats i kriget under perioden 2009–2019.

### Talibanerna tar över från våren 2021
Från hösten 2018 fördes fredssamtal mellan USA och talibanerna, som inte accepterade att Afghanistans regering deltog i samtalen. Det resulterade bland annat i att 5000 fängslade talibaner släpptes fria. Uppgörelsen skulle följas av samtal mellan talibanerna, regeringen och andra afghanska grupperingar, men några reella överläggningar har inte kommit igång. USA:s nyvalde president Joe Biden bekräftade i början av 2021 sin företrädare Donald Trumps beslut att dra tillbaka de amerikanska trupperna senast 11 september samma år, och huvuddelen av trupperna lämnade landet redan innan 1 maj.
I maj började talibanerna intensifiera sin krigföring och i början av augusti erövrade de på mycket kort tid samtliga viktiga städer förutom Kabul. Flera av städerna, exempelvis Mazar-e-Sharif och Jalalabad, överlämnades till talibanerna av de lokala makthavarna utan strid. Söndagen 15 den augusti så började talibanerna att gå in i Kabul. President Ashraf Ghani som lämnade landet accepterade ett fredligt maktövertagande för att skydda civilbefolkningen, vilket talibanernas företrädare också accepterade. Vice presidenten Amrullah Saleh flydde tillsammans med försvarsministern till Panjshirdalen (Provinsen Panjshir) , som då fortfarande kontrollerades av regeringsstyrkor, och utropade sig den 17 augusti 2021 till ny president efter Ghani. Samtidigt kritiserade han Ghani för att fly landet. Efter några veckor flydde han själv sedan till Tadzjikistan för att där bedriva regeringen i exil. 
Den 18 augusti dödades minst tre människor som deltog i en demonstration mot talibanerna i staden Jalalabad när talibankrigare slog ned och besköt demonstranterna. Den 19 augusti rapporterades flera personer ha dödats i staden Asadabad, när talibaner besköt människor som firade Afghanistans nationaldag och viftade med den afghanska flaggan i svart, rött och grönt. Om offren skjutits ihjäl eller trampats till döds i paniken som bröt ut är oklart. Den 26 augusti 2021 dödades över 100 människor i samband med två explosioner i Kabul, en vid Kabuls internationella flygplats och en vid ett hotell nära flygplatsen. 13 amerikanska soldater bekräftades vara bland de döda, samt minst 90 afghaner. En gren av IS, ISIS-K, också kallad IS Khorasan, har tagit på sig bombdådet, som ses som en terrorattack och självmordsattentat.

### Emiratet återutropas 2021

Talibanernas flagga

Sommaren 2021 intog talibanerna i snabb takt alla större städer i Afghanistan. Den 15 augusti intogs huvudstaden Kabul och talibanerna utropade på nytt det Islamiska emiratet Afghanistan. I början av september 2021 presenterades den nya regeringen, som presenterades som tillfällig. Tillförordnad premiärminister blev mulla Mohammad Hassan Akhund, en av talibanrörelsens grundare. Sirajuddin Haqqani, ledare för det terrorstämplade Haqqaninätverket blev inrikesminister. Till biträdande ledare utsågs mulla Abdul Ghani Baradar, som lett talibanernas politiska kansli i Qatar under de fredssamtal med bland andra USA som hållits där under åren innan maktövertagandet. Mulla Yaqoob, son till talibangrundaren mulla Omar, utsågs till tillfällig försvarsminister. Utanför regeringen men med förmodat stor makt finns talibanernas högste ledare  Haibatullah Akhundzada. Den nya regimen är (mars 2022) inte erkänd av FN.
Vissa av företrädarena för den tidigare regeringen gick i landsflykt i Tadzjikistan. I augusti 2022 blev ledaren för Afghanistans exilregering Amrullah Saleh (fd vicepresident i Afghanistan) intervjuad av BBC och där sa han att väst måste hjälpa afghanerna med att skapa en legitim stat.
Under talibanregimens första år vid makten har landets hazariska minoritet utsatts för en rad dödliga attacker, både från talibanerna och från ISIS-KP, "Islamiska statens" afghanska gren. Även andra etniska och religiösa minoriteter lever under hot, liksom kvinnor, journalister och människorättsförsvarare. I augusti 2022 bedömde det amerikanska museet till minne av förintelsen att Afghanistan var nummer fyra av de länder i världen som löpte störst risk för massmord och grymheter mot civila.
I november 2022 deklarerade talibanernas ledare Haibatullah Akhundzada att islamisk sharia-lag ska tillämpas fullt ut, vilket innefattar offentliga avrättningar genom stening, prygelstraff och avhuggna lemmar. De brott som kan straffas på dessa sätt innefattar bland annat äktenskapsbrott, stöld, avfall från islam och uppror.
Efter sitt maktövertagande genomförde talibanerna gradvis restriktioner i kvinnors rätt att förvärvsarbeta och flickors rätt till utbildning. I december 2022 stängdes universiteten för kvinnliga studenter, med omedelbar verkan. I juli 2025 utfärdade den internationella brottsmålsdomstolen i Haag (ICC) en arresteringsorder mot talibanregimens högste ledare Haibatullah Akhundzada och högste domare Abdul Hakim Haqqani för deras förföljelse av kvinnor och flickor i Afghanistan. De båda talibanledarna anklagades för brott mot mänskligheten. De avvisar anklagelserna..  
Krigen och kriserna i Afghanistan har i många decennier lett till att många flytt därifrån till Iran. År 2024 fanns uppskattningsvis 8 miljoner afghanska medborgare i Iran, med olika typer av tillstånd eller papperslösa.  2024 aviserade Irans ledning att papperslösa invandrare skulle gripas och skickas tillbaka till sitt ursprungsland. Under 2025 har åtgärderna intensifierats och Iran har genomfört storskaliga deportationer av papperslösa afghaner. Även Pakistan har under 2024-2025 utvisat hundratusentals afghaner. UNHCR uppskattar att Afghanistan fått ta emot 1,5 miljoner människor från grannländerna under det första halvåret 2025 och befarar att de blir lika många under andra halvåret. Detta har lett till mycket svåra humanitära förhållanden.
Våren 2025 rapporterades att vattenbristen i Kabul var akut med risk att staden skulle bli helt utan grundvatten år 2030. Grundvattennivåerna var katastrofalt låga till följd av klimatförändringar och en stor och snabb inflyttning från landsbygden, och huvuddelen av grundvattnet var förorenat av avloppsvatten och gifter. Vattenbristen har ytterligare förvärrat landets humanitära och ekonomiska kris.

## Styre och politik

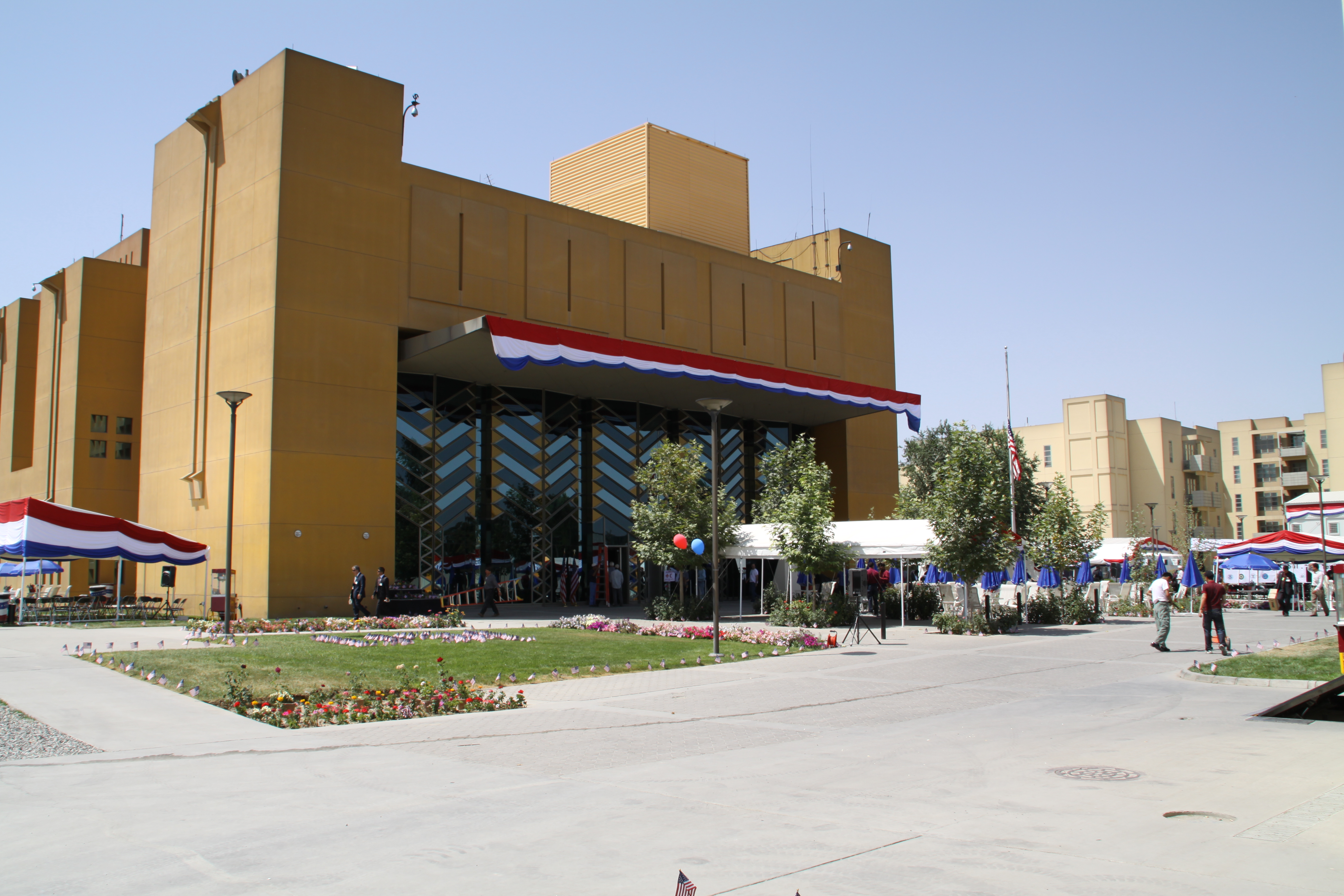
USA:s ambassad i Kabul.

### Styrelsesätt
Sedan 2004 finns en konstitution för den internationellt erkända staten Islamiska republiken Afghanistan, vars regering störtades av talibanerna 2021. Den av talibanerna utropade staten Islamiska emiratet Afghanistan är inte (mars 2022) internationellt godkänd.

### Internationella relationer
Afghanistan är medlem av FN sedan 1946. I december 2021 beslöt FN:s generalförsamling att varken acceptera den av talibanregimen utsedda FN-ambassadören eller någon representant för den regering som störtats av talibanerna.
Afghanistan var 2020 medlem i Organisationen för islamiskt samarbete (OIC), FN-gruppen G77, den ekonomiska samarbetsorganisationen ECO och den alliansfria rörelsen.
När talibanregeringen tog makten 2021 erkändes den inte av något land. I januari 2024 ackrediterades en afghansk ambassadör i Kina, vilket kan tolkas som att Kina erkände talibanernas regim. I juli 2025 erkändes talibanregimen av Ryssland.

### Demokratiindex
Demokratiindex som varje år beräknas av The Economist placerar år 2020 Afghanistan i kategorin "Auktoritära regimer".

### Provinsindelning

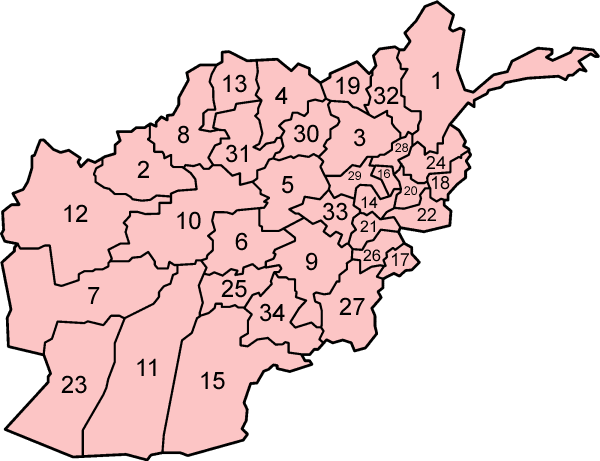
Numrerad karta över Afghanistans 34 provinser.

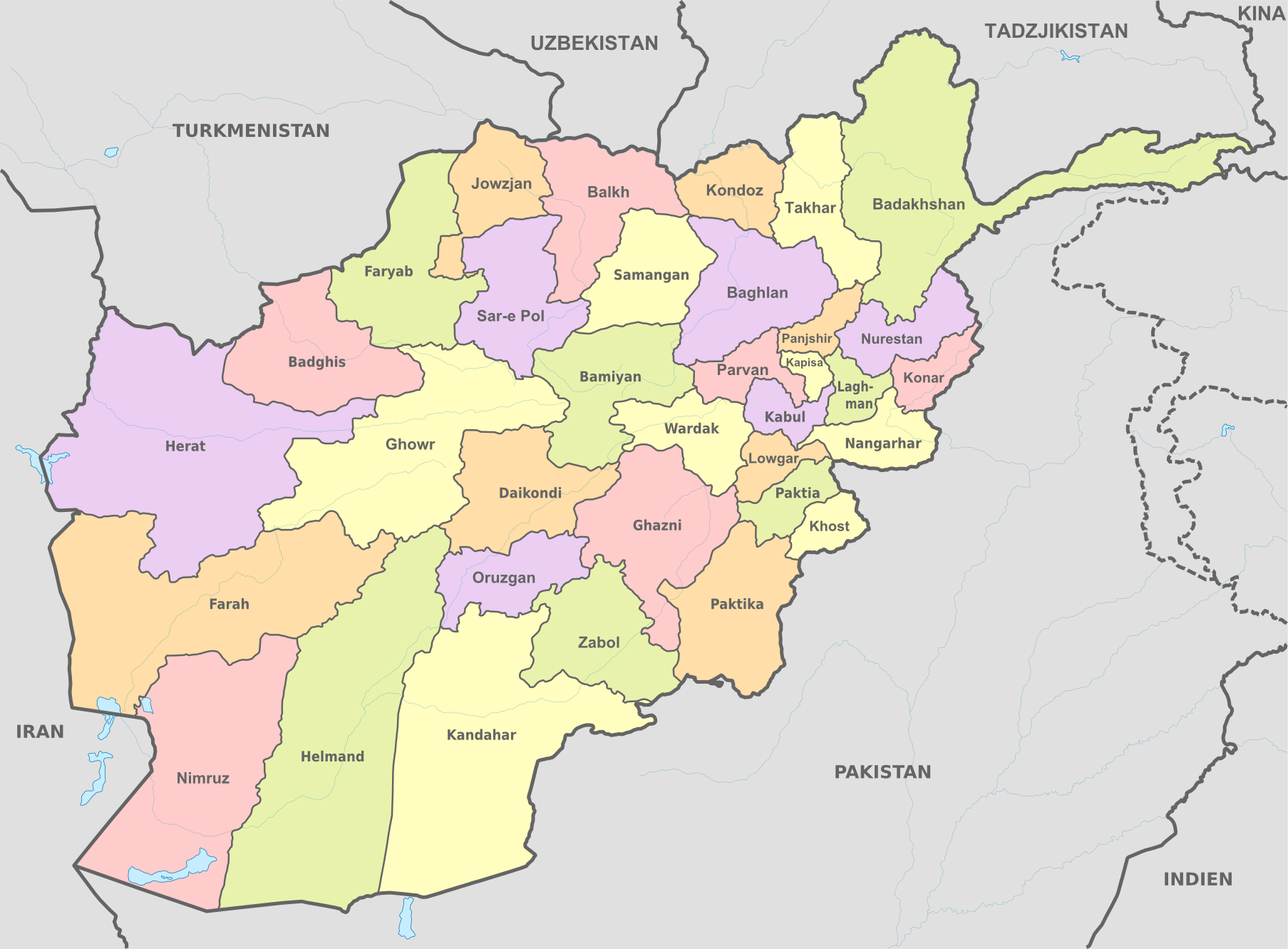
Karta över Afghanistans 34 provinser.

Afghanistan består av 34 provinser, eller wilayat. Regionerna styrs formellt av centralt utnämnda guvernörer.

1. Badakhshan
2. Badghis
3. Baghlan
4. Balkh
5. Bamiyan
6. Daykondi
7. Farah
8. Faryab
9. Ghazni
10. Ghor
11. Helmand
12. Herat
13. Jowzjan
14. Kabul
15. Kandahar
16. Kapisa
17. Khost
18. Kunar
19. Kunduz
20. Laghman
21. Logar
22. Nangarhar
23. Nimruz
24. Nurestan
25. Uruzgan
26. Paktia
27. Paktika
28. Panjshir
29. Parwan
30. Samangan
31. Sar-e Pol
32. Takhar
33. Wardak
34. Zabol

(Se karta för överensstämmande numrering.)

### Folkbokföring
Registreringen av födelser är bristfällig i Afghanistan, och den gängse ID-handlingen tazkira innehåller inte födelsedatum. 40 procent av Afghanistans befolkning uppskattas sakna tazkira och det finns inget centralt register över tazkirainnehavare. Tazkiror utfärdade före 2018 innehåller inte efternamn, eftersom efternamn inte ingår i afghansk namntradition. Födelsedatum kan anges på flera olika sätt eller inte alls, och många afghaner vet inte vilket datum de är födda. Tazkiror har fram till 2018 varit av enkelt utförande och lätta att förfalska. Från 2018 har man i begränsad omfattning börjat utförda säkrare elektroniska id-kort (e-tazkira).

## Säkerhetsläget  2018–2022
Afghanistan var år 2018 - 2020 världens farligaste land vad gäller dödligt våld mot civila, och hälften av de dödade var kvinnor och barn.
2018 var Afghanistan enligt Uppsala konfliktdatabas  det land i världen som hade störst antal döda i organiserat våld och väpnad konflikt. Nästan 26 000 människor dog av sådant våld, det största antalet sedan 1989. Enligt FN var de civila förlusterna mellan juli och september 2018 1 174 döda och 3 139 skadade, en nivå som betecknades som "utan motstycke" med "totalt oacceptabelt" våld. Förlusterna var 42 procent högre än under samma period året innan, och FN lade det största ansvaret på grupper som talibanerna och terrorrörelsen IS. Talibanerna var detta år den terrorgrupp i världen som dödade flest människor, enligt Vision of Humanity 6 103 personer. I Afghanistan agerade också den afghanska grenen av IS, som var världens fjärde dödligaste terrorgrupp med mer än tusen döda i terrordåd. Detta gjorde Afghanistan till det land som var värst drabbat av terrorism, mätt i antalet döda.
År 2019-2022 var Afghanistan det land i välden som var mest utsatt för terrorism, även om både antalet attacker och antalet döda var färre 2022 än tidigare år.Under första halvåret 2019 var antalet konfliktrelaterade dödsfall nästan 14 000, varav 96 procent berodde på konflikten mellan regeringen och talibanerna.
Sedan NATO lämnat landet och talibanerna tagit makten i augusti 2021 har de rena krigshandlingarna minskat drastiskt men det sker riktade terrorattacker mot civila. Den hazariska minoriteten har utsatts för en rad dödliga attacker, både från talibanerna och från ISIS-KP, "Islamiska statens" afghanska gren.
På grund av säkerhetsläget har svenska utrikesdepartementet sedan 2006 avrått från alla resor till Afghanistan.

### Flyktingar

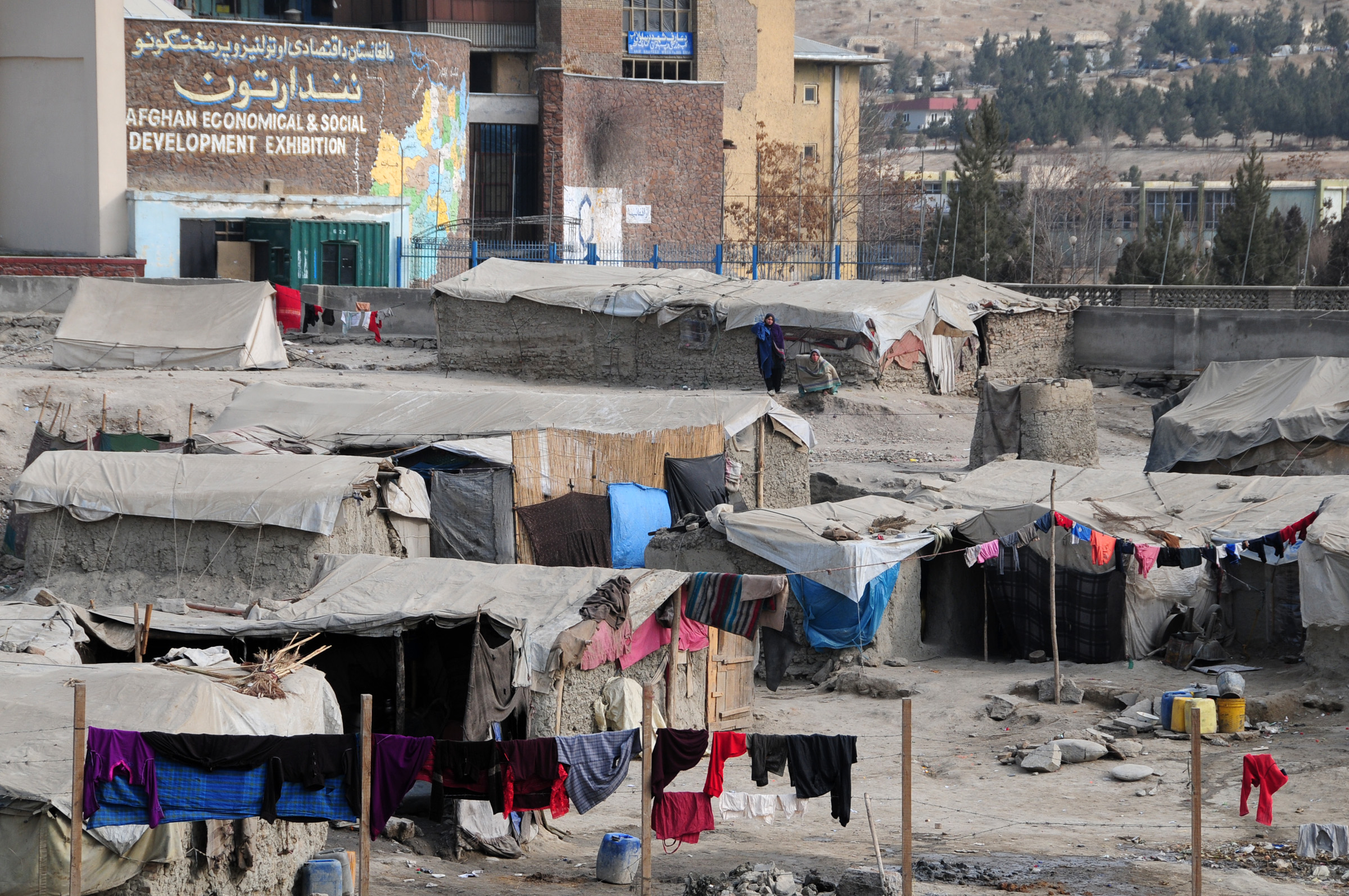
Läger för internflyktingar i Kabul 2010.

Vid halvårsskiftet 2018 fanns enligt uppskattningar nästen 1,5 miljoner internflyktingar i Afghanistan. Vissa av dem hade lämnat sina hem eftersom torka gjort det omöjligt att försörja sig, men de flesta hade flytt på grund av det pågående våldet. De flesta internflyktingarna har tagit sin tillflykt till större städer inom sitt närområde. I augusti 2020 rapporterade Amnesty International att fyra miljoner människor bodde i läger för internflyktingar, med usla sanitära förhållanden och mycket stor riska att drabbas av coronasmitta.
I början av 2018 fanns cirka 5 miljoner afghanska medborgare i grannländerna Iran och Pakistan. Under första halvåret 2018 återvände drygt en halv miljon av dem till Afghanistan. Huvuddelen av dem återvände från Iran, där det på grund av den politiska och ekonomiska utvecklingen blivit allt svårare för afghanska flyktingar att försörja sig. Under 2019 återvände eller deporterades ytterligare cirka 485 000 papperslösa afghaner från Iran och 20 000 från Pakistan, bland dem många barn utan familjer.Sedan dess har det skett nya stora folkförflyttningar, både av människor som flytt från kriget och talibanerna i Afghanistan och av flyktingar som tvingats tillbaka till Afghanistan efter att ibland ha levt länge i Iran eller Pakistan.
Återvändare från övriga världen var mycket färre. Enligt uppgifter från Eurostat återvände cirka 12 600 afghanska medborgare från EU år 2016-17. De studier och uppföljningar som har gjorts visar att många av de som återvänt från Europa har en vilja att återigen lämna Afghanistan.Det finns också uppgifter om att personer som har sin familj i Iran tenderar att relativt omgående lämna Afghanistan och ta sig till Iran.
Möjligheten till försörjning och sysselsättning är generellt sett sämre för internflyktingar och återvändare jämfört med befolkningen i stort. 84 procent av återvändarna var 2018 i en akut situation med brist på mat. En del av återvändarnas svårigheter beror på att det är svårt att etablera sig och hitta jobb och bostad på en ny plats i Afghanistan utan ett nätverk bestående av familj, släkt eller nära vänner. Bristen på rent vatten är generellt ett stort problem, som förefaller drabba internflyktingar och återvändare hårdare än befolkningen i stort. 66 procent av de barn som återvänt från grannländerna gick 2018 inte i skolan.

### Rättssäkerhet
I en rapport om situationen per 31 december 2018 konstaterar svenska utrikesdepartementet att situationen i Afghanistan är svår vad gäller mänskliga rättigheter. Rättssystemet har stora brister, både på grund av begränsad kapacitet och utbredd korruption. Många afghaner saknar grundläggande rättssäkerhet. Kvinnor och barn är extra utsatta. Enligt konstitutionen har kvinnor samma rättigheter som män, men diskriminering, grova kränkningar och våld är vanligt förekommande i synnerhet utanför större städer. Hederskultur, inklusive hedersbaserat våld och stark kontroll av släktingar förekommer och påverkar kvinnors möjligheter att åtnjuta de mänskliga rättigheterna negativt.
En undersökning publicerad 2010 pekar på att en stor andel av allvarliga brott i Afghanistan, såsom mord eller våldsbrott, har att göra med marktvister. Det kan handla om tvister mellan olika släkter eller mellan grenar av samma släkt men även om långvariga konflikter mellan olika etniska grupper som gör anspråk på samma landområden. En del av marktvisterna går att relatera till personer med olika kopplingar till väpnade grupper och/eller med stort inflytande.
Det formella rättsväsendet är underdimensionerat och korrumperat och det är vanligt att markkonflikter i stället hanteras av lokala informella institutioner. Dessa har försvagats genom decennier av krig och maktkamp, vilket har lett till att konflikter oftare förblir olösta. Det förekommer att marktvister eskalerar, blir våldsamma och leder till blodsfejder. I sådana konflikter kan frågan om att utkräva hämnd komma att skymma den ursprungliga tvisten över mark. Enligt sedvanerätten behöver inte hämnd utkrävas omgående. Konflikterna kan bli långvariga och pågå under flera generationer. Den som är eftersökt av fiender i Afghanistan har enligt afghanistankännaren Anders Fänge mycket små möjligheter att gömma sig i landet.

### Civila offer 2019–2021
Afghanistans oberoende människorättsorganisation (AIHRC) presenterade i juli 2020 uppgiften att 83 823 civila blev dödade eller skadade i krigshandlingar under 2019. FN rapporterar samtidigt att mer än 800 civila har dödats eller skadats under första halvåret 2020 i attacker som avsiktligt riktade sig just mot civila. Bland annat dödades 25 personer, däribland 16 nyförlösta mammor, vid en attack mot Läkare utan gränsers förlossningsklinik i Kabul i maj. Internationella Röda korset anger att Afghanistan år 2020 var världens farligaste land vad gäller dödligt våld mot civila, och att hälften av de dödade var kvinnor och barn.  Näst efter Mexico var Afghanistan år 2020 det land i världen där flest journalister blev mördade.
Under första halvåret 2021 dödades nästan 1 700 civila och 3 300 skadades, vilket var en 47-procentig ökning mot samma tid året innan. Afghanska regeringen och dess utländska allierade låg bakom en fjärdedel av alla civila offer. Efter NATO-truppernas tillbakadragande under våren inledde talibanerna en stor offensiv och våldet ökade kraftigt.

## Geografi och natur

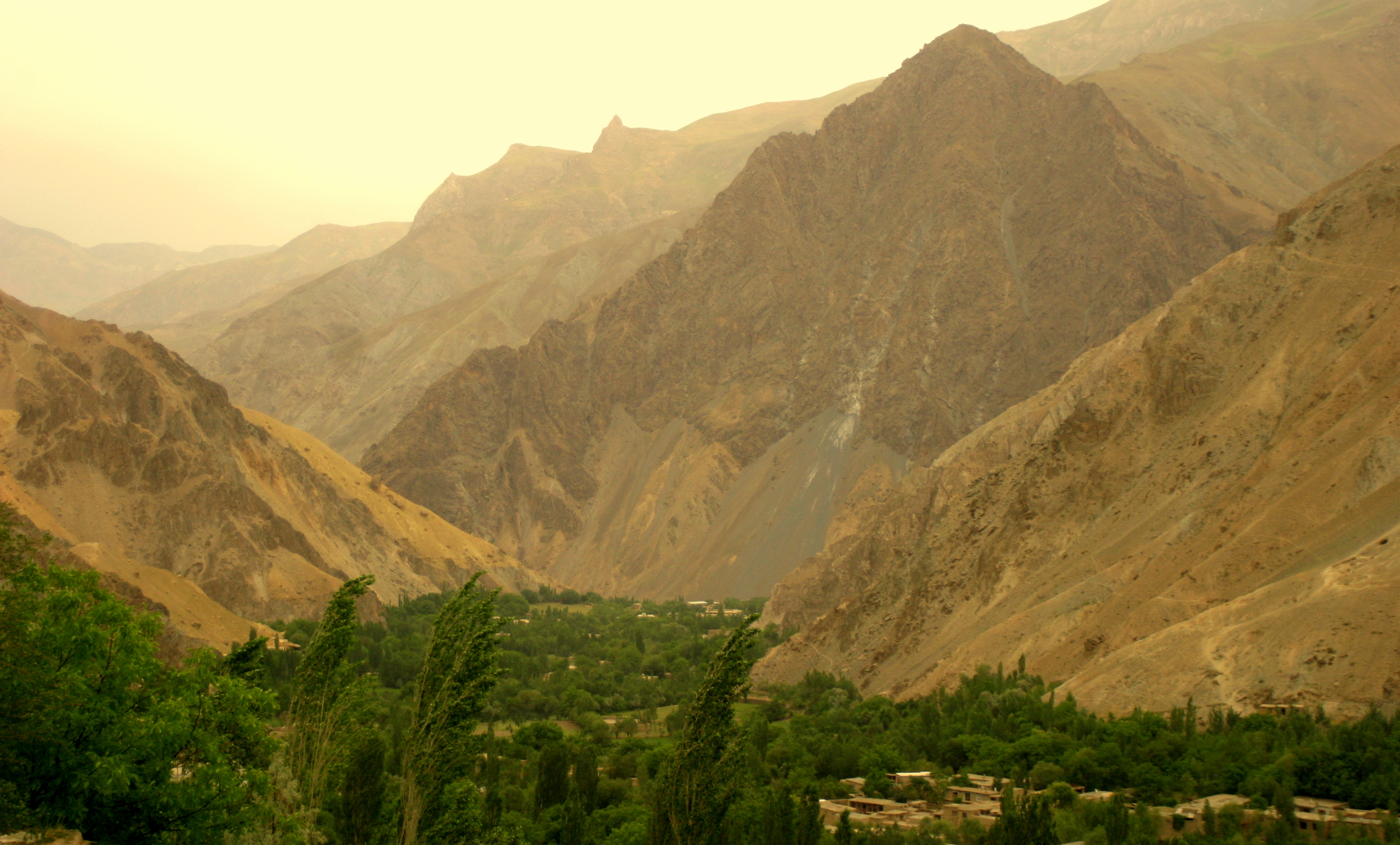
Balkhab District i det inre av Afghanistan. Människorna bor i trånga odlingsbara dalar mellan höga otillgängliga berg.

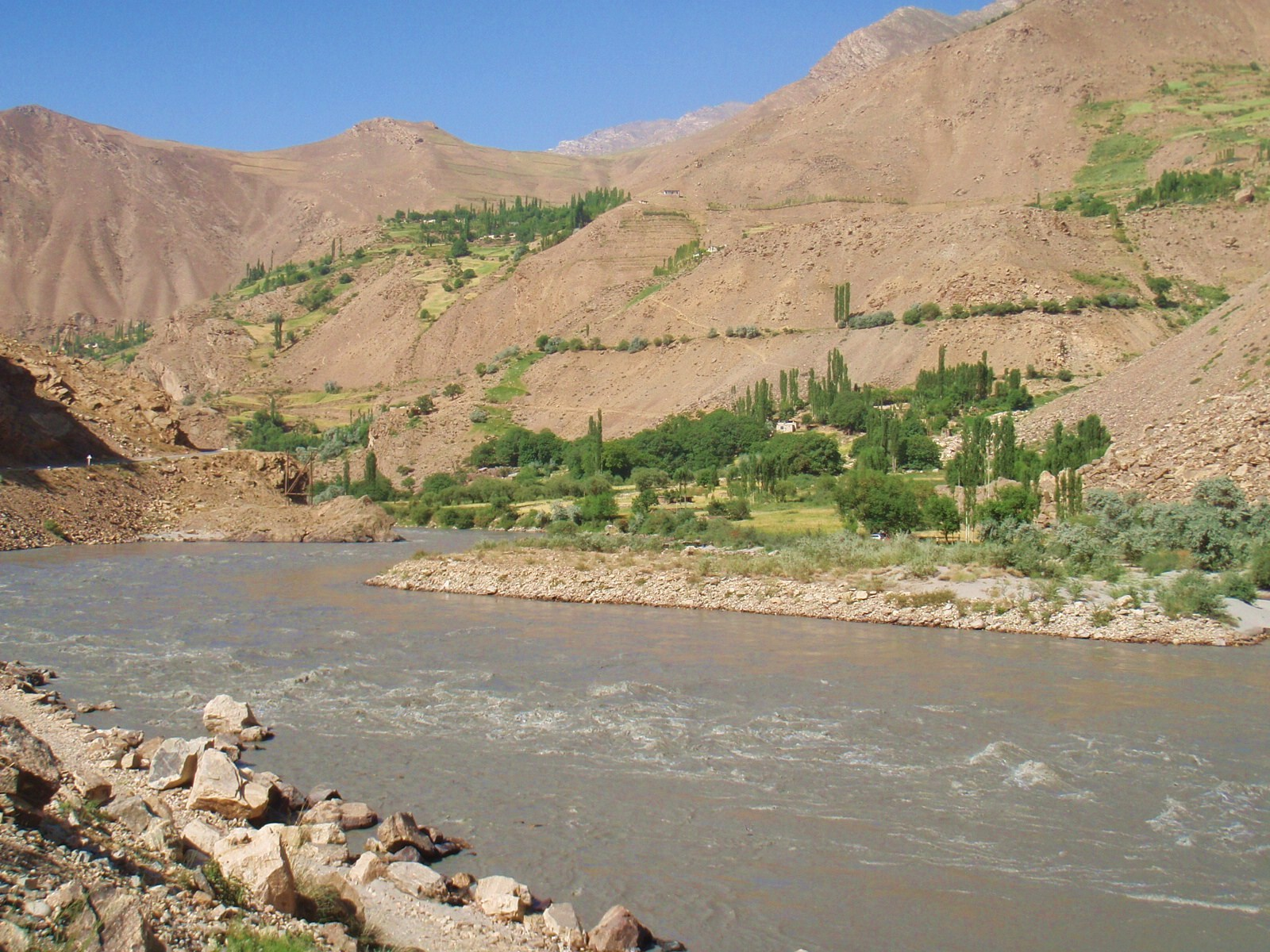
Nordöstra Afghanistan vid gränsen till Tadzjikistan.

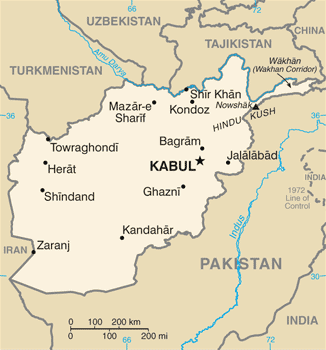
Engelskspråkig karta över Afghanistan.

### Gränser
Afghanistan saknar kust och gränsar till sex länder: Iran och Turkmenistan i väster, Uzbekistan och Tadzjikistan i norr, Pakistan i öster och söder samt Kina en kort gräns i nordost.
De flesta gränserna fastslogs under 1800-talet genom fördrag mellan stormakterna Ryssland och Storbritannien och skär till stor del rakt igenom områden med enhetlig historia och befolkning. Gränsen i norr utgörs av floden Amu Darja, som delar den gamla provinsen Baktrien. Den smala Wakhankorridoren i nordöst har en kort gräns mot Kina och tilldelades Afghanistan för att Ryssland och Brittiska Indien inte skulle gränsa till varandra. Gränsen i öster innebär att de pashtunska områdena delas mellan Afghanistan och Pakistan och är fortfarande omstridd.
Gränsen mot Iran fastslogs slutligt först 1935. I dess södra del är frågan om fördelningen av Helmandflodens vatten ett problem i relationen mellan grannländerna.

### Geografiska huvuddrag
Från bergsmassivet Hindukush i nordöstra delen av landet sträcker sig bergskedjor åt väst och sydväst. De utgör gränser mellan landets regioner och täcker en stor del av landets yta. Den högsta punkten är berget Nowshak som når 7 485 meter.
Slättland täcker landets norra och sydvästra delar. Drygt 12,3 procent av landets yta, eller 8 miljoner hektar,  består av odlingsbar mark, varav mer än hälften är konstbevattnad.
Större delen av Afghanistan är fattigt på nederbörd. Avrinningen sker genom floderna Amu-Darja mot norr, Hari Rud mot nordväst, Helmand mot sydväst och Kabul mot öster. Endast vattnet från Kabulfloden och dess bifloder når havet, via Indus i Pakistan. Många av Afghanistans vattendrag är endast periodvis vattenförande.
De största städerna är huvudstaden Kabul, Mazar-e Sharif och Kunduz i norr,  Herat i väster, Jalalabad i öster och Kandahar i söder.

### Klimat
Afghanistan har inlandsklimat med varma somrar och kalla vintrar. Torka råder i stora delar av landet, vilket gör att färskvattentillgången blir begränsad. Våren 2025 rapporterades att vattenbristen i Kabul var akut med risk att staden skulle bli helt utan dricksvatten år 2030. Grundvattennivåerna var katastrofalt låga till följd av klimatförändringar och en stor och snabb inflyttning från landsbygden, och huvuddelen av grundvattnet var förorenat av avloppsvatten och gifter.

### Luftföroreningar
Kabul hör till de städer i världen som är värst drabbade av luftföroreningar, och forskningsgruppen State of Global Air beräknar att luftföroreningarna skördade 26 000 liv i Afghanistan under år 2017.

### Jordbävningar
Afghanistan ligger i ett geologiskt aktivt område i kanten av den Eurasiska kontinentalplattan, och det är ständigt risk för jordbävningar som i sin tur kan förorsaka jordskred i den branta terrängen.

## Ekonomi

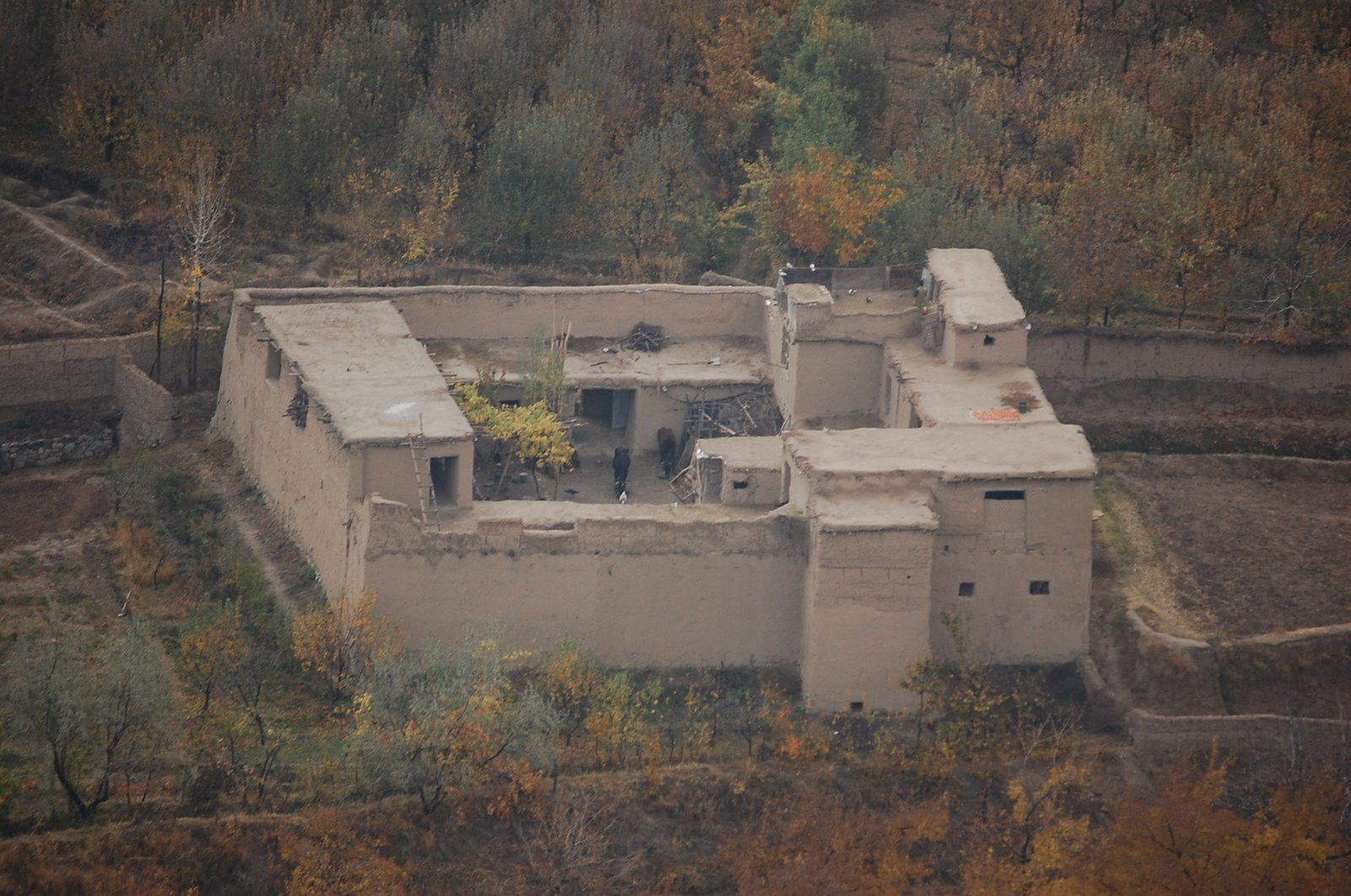
En afghansk bondgård med höga murar som skydd.

Afghanistan var 2017 Asiens fattigaste land och helt beroende av utländskt bistånd. Enligt Världsbanken kom 96 procent av de offentliga utgifterna från utländska givare. Det är också (2018) ett av världens mest korrupta länder.
Den totala ekonomi var år 2019 världens 108:e största, med en BNP på 201,167 miljarder SEK. När det gäller BNP per capita (PPP) var placeringen mycket sämre, med rankningen 167 av 186 länder i en rapport från Internationella valutafonden 2016. Efter talibanernas maktövertagande augusti 2021 har ekonomin försämrats mycket kraftigt. 
Landet är ett outvecklat agrarland med låg medellivslängd. Decennier av krig har raserat en stor del av de tidigare reformerna och lamslagit näringslivet. Landet har stora, ännu outnyttjade naturresurser, bland annat kol och järnmalm och riklig tillgång på vattenkraft. I norr utvinns stora mängder naturgas; huvuddelen exporterades tidigare till Sovjetunionen. Industrin är svagt utvecklad och omfattar mest lätt produktion (livsmedel, textilier, byggnadsmaterial). Betydligt mer än hälften av befolkningen lever av jordbruk och boskapsskötsel. Konstbevattnade odlingar i floddalarna ger spannmål, grönsaker, sydfrukter och bomull. Karakulfåren ger pälsverk (persian) och ull, som används för tillverkning av de berömda afghanmattorna. Opiumodling och -export uppskattas motsvara 20-32 procent av BNP.
Valutan är afghani (AFN) Växelkursen för 1 afghani var i februari 2020 cirka 13 öre.

### Jordbruk och boskapsskötsel

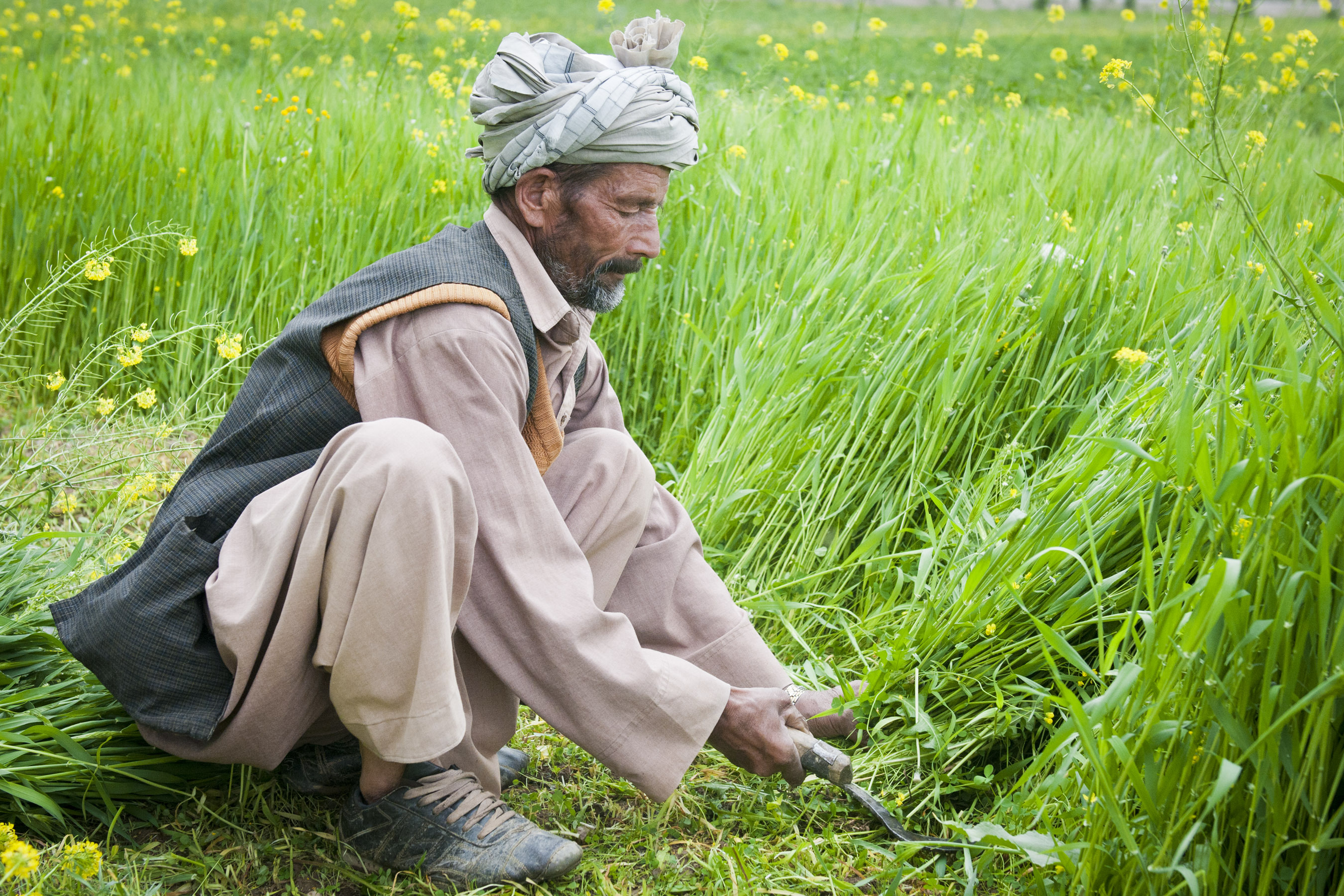
En bonde nära Bamiyan skördar alfalfa 2012.

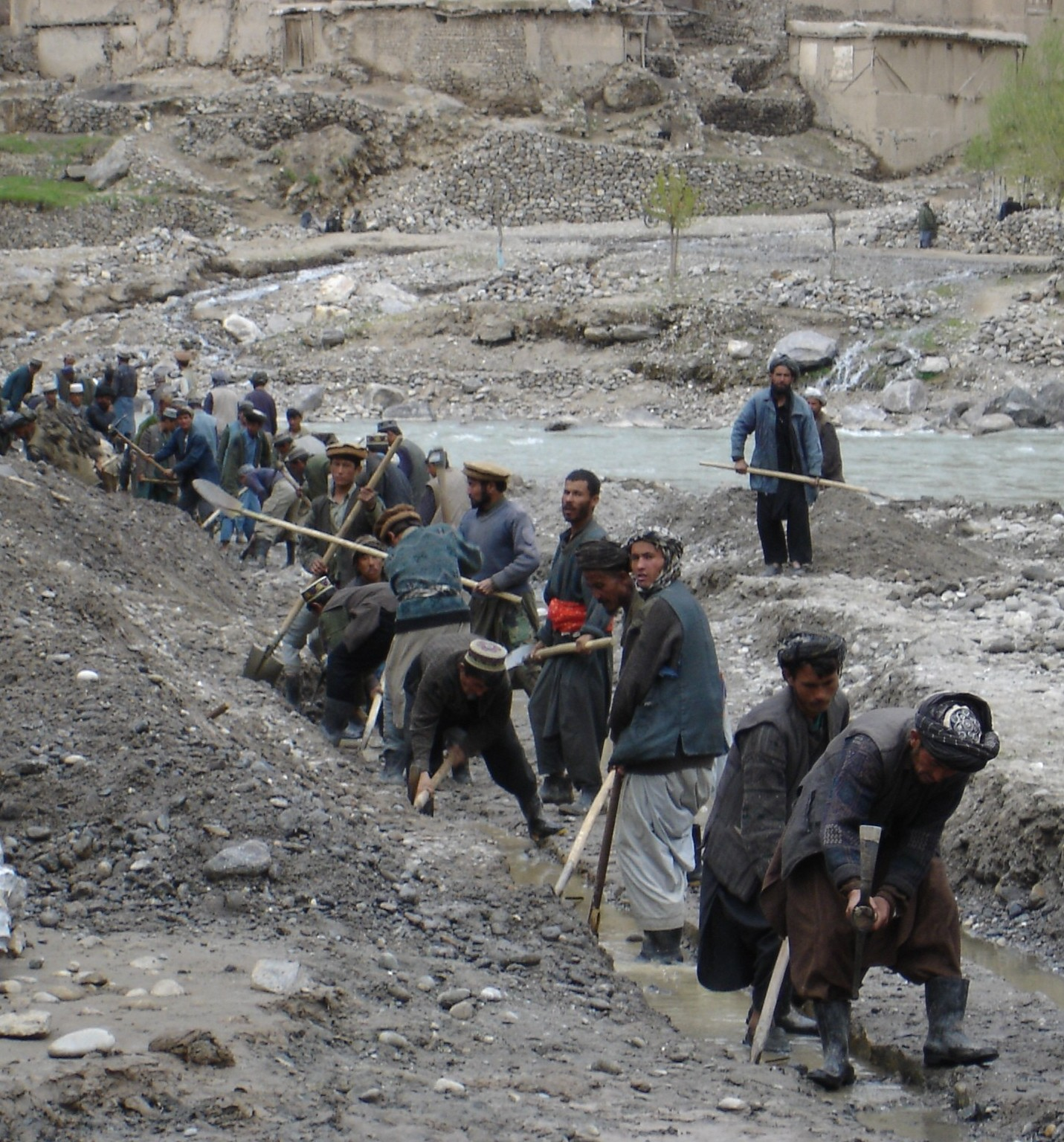
Bönder bygger bevattningskanal 2005.

Jordbrukssektorn är den största i landets ekonomi. Uppgifterna om hur stor del av befolkningen som lever på jordbruk varierar mellan 60 procent och mer än 70 procent. Endast 12–15 procent av landytan lämpar sig för jordbruk. Den ligger utspridd i dalarna och på slätterna runt de större städerna. Ungefär hälften av den tillgängliga jordbruksmarken utnyttjas, och av den är cirka 26 procent konstbevattnad. Jordbruksproduktionen är mycket lägre än vad den skulle kunna vara med mer utvecklade metoder och konstbevattning. Våren 2028 uppskattade FAO att nästan 2,2 miljoner människor lever i kronisk livsmedelsosäkerhet, och av dem riskerar 1,4 miljoner att drabbas av akut livsmedelsbrist på grund av torka. För att bevattna de regnfattiga delarna av landet har man i mer än tvåtusen år använt underjordiska bevattningstunnlar (kariz) som fört vatten från bergen ut på de torra slätterna. Enligt en uppskattning fanns det i mitten av 1900-talet ungefär 20 000 sådana tunnlar i landet. De underhölls av de bybor som använde dem. Krig och samhällelig oro har senare lett till att många anläggningar har förfallit. Vintrarnas snöfall i bergen är livsviktigt för dalarnas bevattningssystem och förvaltningen av vattenresurserna spelar en avgörande roll i den utveckling av jordbruket som krävs för att försörja en växande befolkning.
Vete är den viktigaste grödan. Dessutom odlas korn, maj och ris. Bomull för avsalu odlas främst i norr och längs Helmandfloden. På konstbevattnad jordbruksmark odlas frukt och grönsaker för export och för de lokala marknaderna.
Saffran är världens dyraste krydda. Den saffran som odlas i Afghanistan bedöms ha mycket god kvalitet och regeringen uppmuntrar odling av saffranskrokus som ett alternativ till opievallmo. Exporten av saffran är fortfarande liten men har ökat kraftigt under de senaste åren (2018). Jorden i området kring Herat bedöms vara särskilt lämpad för odling av saffran.
Boskap är en viktig källa till inkomster och livsmedel för Afghanistans jordbrukarfamiljer, som håller får, getter och nötboskap framför allt för husbehov. Yoghurt, hårdost och färskost tillverkas och säljs av småproducenter, men som helhet är mejeriproduktonen låg och dåligt koordinerad. För nomaderna (kuchi) är djuren den främsta inkomstkällan. I norra delarna av landet föder man upp karakulfår, vars nyfödda lamm slaktas för sin tätlockiga päls som säljs under namnet persian. En rapport från FN:s livsmedels- och jordbruksorganisation FAO 2003 visar att antalet djur hade minskat kraftigt sedan 1995 och att 60 procent av kuchi-hushållen hade förlorat all sin boskap.

#### Opiumframställning
I Afghanistan odlades 2018 80–90 procent av all världens opium, vilket gjorde landet till världens största producent av denna råvara till bland annat heroin. 2017 var omkring 350 000 jordbrukarfamiljer i Afghanistan är helt eller delvis beroende av att odla opiumvallmo för att kunna försörja sig, och UNODC (FN:s drog- och brottsbekämpningsorgan)  uppskattade att opiumodlingen genererade ytterligare cirka 350 000 årsarbeten för inhyrd arbetskraft. Opiumskörden 2017 var omkring 9 000 ton. Över hälften skördades i södra delen av landet, och hela 44 procent enbart i provinsen Helmand. Uppskattningsvis odlades opium på 328 000 hektar jordbruksmark.

### Industri och hantverk
Tillverkningsindustrin i Afghanistan är mycket liten och framför allt inriktad på förädling av jordbruks- och boskapsprodukter. Viktigast är bomullsindustrin, som dock inte tillgodoser det inhemska behovet. Det finns också industriell tillverkning av konstgödsel, cement, socker, vegetabilisk olja och ylletyger.
En mängd konsumtionsprodukter tillverkas i hantverksbaserad småindustri. Afghanska mattor tillverkas hantverksmässigt för export, och andra hantverksprodukter är koppar-, läder och guldsmedsarbeten.
Industri, gruvdrift och byggverksamhet beräknas 2019 svara för en dryg femtedel av Afghanistans BNP. Antalet industriarbetare anges av olika källor vara högst 10 procent av den totala arbetskraften eller cirka 18 procent (inkluderar byggindustri) av de yrkesverksamma männen år 2017.

### Naturtillgångar

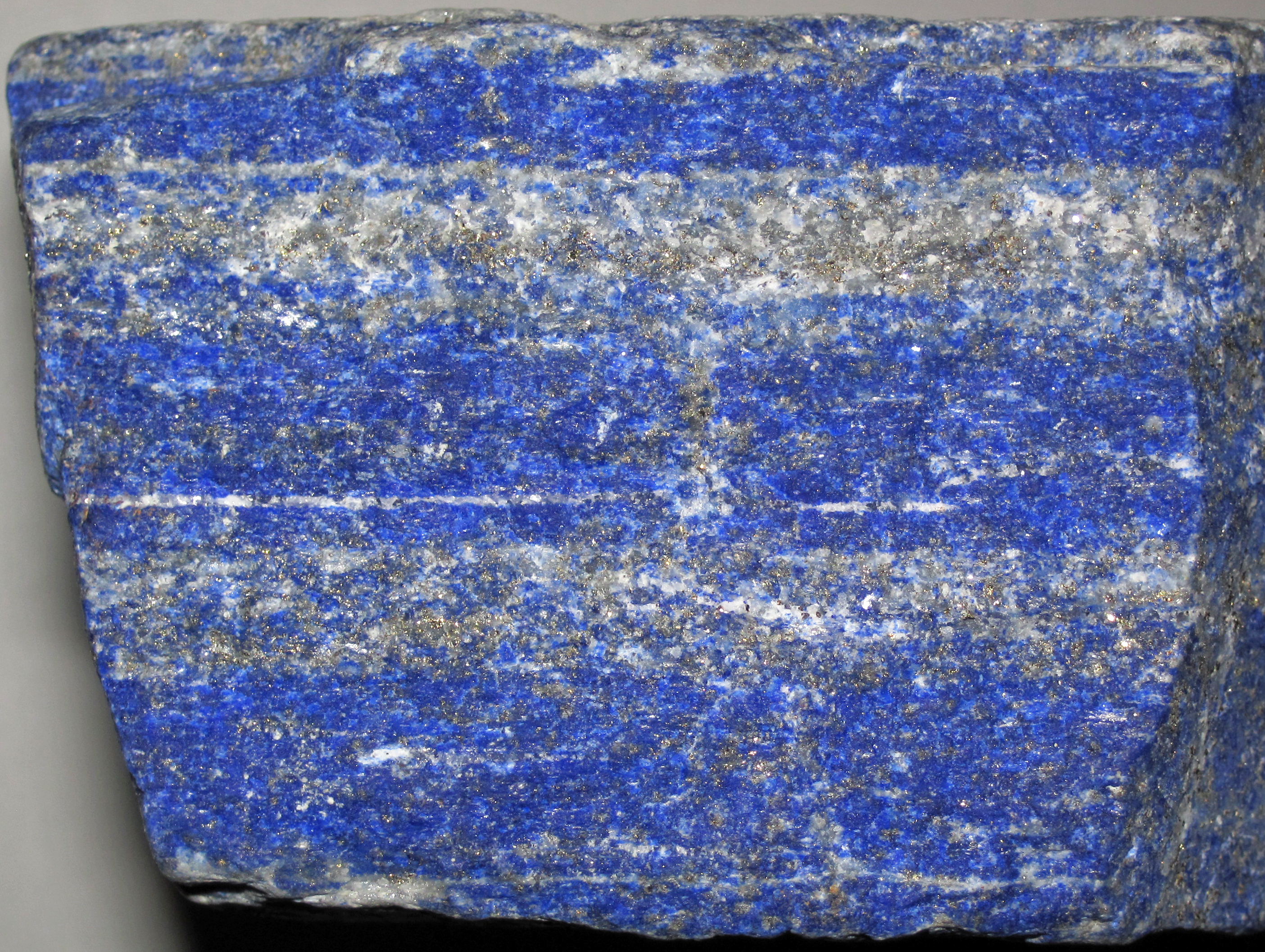
Badakhshan i norra Afghanistan är ett av de få ställen i världen där man kan bryta Lapis lazuli.

Afghanistans främsta naturtillgångar är olja och naturgas. Det finns också koppar, järnmalm och andra mineraler. Majoriteten av naturgasen används inom landet. Oljan finns främst i norr. Den får utvinnas genom ett avtal med ett kinesiskt bolag, men utvinningen försvåras av väpnad konflikt i de aktuella områdena (2017). Kopparfyndigheten i Aynak antas vara världens näst största icke exploaterade fyndighet. Ett exploateringsavtal finns med ett kinesiskt bolag, men utvinningen har ännu (2019) inte påbörjats.
Amerikanska forskare konstaterar efter en inventering 2006 att Afghanistan förutom koppar och järn har mycket rika fyndigheter av guld, silver, aluminium och andra metaller. Exempelvis finns i Helmandprovinsen en enorm mängd värdefulla sällsynta jordartsmetaller.

### Export
Afghanistans lagliga export av varor och tjänster svarade år 2016 för endast sju procent av BNP. Den illegala ekonomin med opiumproduktion, smuggling och internationell handel med heroin beräknas motsvara 20-32 procent av BNP och skapar vinster som framför allt går till smugglare och deras kontakter inom politiken.

### Energiförsörjning
Afghanistan har år 2020 kapacitet att generera 519 megawatt el, varav ungefär 49 procent vattenkraft, 39 procent gas- och oljeeldade kraftverk, och 12 procent ifrån mindre dieselgeneratorer. Tillgängligheten för vattenkraften är cirka 40 procent på grund av variationer i vattentillgången. Projektet CASA-1000 syftar till att bygga ett gemensamt elsystem i regionen. 80% av elen importeras ifrån grannländerna. 2018 förbrukades 6TWh el. Endast 30–34 procent av landets invånare har tillgång till elektricitet via elnäten. Integrity Watch Afghanistan kritiserar regeringen för att inte bygga ut resurserna som beslutat och menar att detta främjar korruption och är en viktig orsak till landets svaga ekonomi. Regeringen tillbakavisar kritiken.
2015 kom 85 procent av landets energibehov ifrån bioenergi, främst ved och dynga för uppvärmning. 97 procent av landsbygdsbefolkningen använder fastbränsle för matlagning.
Naturgasreserverna har uppskattats till 140 miljarder kubikmeter och var tidigare en viktig exportprodukt, oljereserverna till 1,9 miljarder fat och kolfyndigheterna till 100-400 miljoner ton. I Hindu-Kush-området finns geotermiska källor.

## Demografi
| Uppskattning av Afghanistans befolkning 1950–2020 |
| --- |
| MiljonerÅr51015202530354019501960197019801990200020102020Miljoner Källa: UN Department of Economic and Social Affairs, femårsintervall. Ingen folkräkning har gjorts sedan 1979 och siffrorna bygger på uppskattningar. |

Då det saknas en aktuell och genomgripande folkräkning varierar uppgifter om folkmängden och folkgruppernas procentuella andel och all statistik om Afghanstan innebär mycket osäkra siffror. Den senaste officiella folkräkningen genomfördes 1979. Enligt Svenska Afghanistankommittén har Afghanistan år 2019 mellan 26 och 33 miljoner invånare, varav 45 procent är under 15 år och 1,5–2,5 miljoner nomader. En annan uppskattning visas i diagrammet härintill.
Befolkningen utgörs av fyra större och ett trettiotal mindre folkgrupper. En källa från 1998 uppgav att pashtuner utgjorde  62,73 procent av befolkningen. De andra folkgrupperna som nämndes var tadzjiker (12,4 procent), hazarer (9 procent), uzbeker (6 procent), aimaker (2,68 procent) och turkmener (2,69 procent). En annan källa från 2019 uppger att  40–45 procent är pashtuner, 25 procent tadzjiker och 10–15 procent vardera hazarer och uzbeker.
Huvuddelen av befolkningen (år 2020 c.a 70%) lever i byar på landsbygden. Tätast befolkade är provinserna kring huvudstaden Kabul och Jalalabad i öster, slätten kring Kunduz i norr, området kring Herat i väster samt floddalarna i de sydliga provinserna Kandahar och Helmand. Urbaniseringstakten är stor med snabbt växande flyktingläger för internflyktingar.
I ett land med en sådan etniskt mångfald som Afghanistan har den gemensamma religionen, islam, spelat en viktig roll för att ena de olika folkgrupperna. Omkring 80 procent av befolkningen är sunnimuslimer, 19 procent är shiamuslimer  och cirka 1 procent har annan trostillhörighet. Samhället är i hög grad organiserat som stammar och klaner med stark intern lojalitet. 

## Sociala förhållanden

### Utbildning

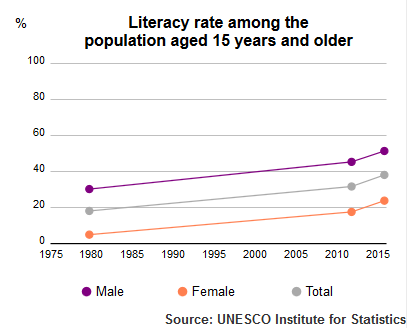
UNESCO Institute of Statistics Afghanistan läskunnighet för befolkningen över 15 år 1980–2015.

Afghanistan har en av de högsta befolkningsandelarna i världen som varken kan läsa eller skriva. Siffror från 2006 visar att uppskattningsvis 28 procent av befolkningen kunde läsa och skriva, fördelat mellan könen så var cirka 43 procent av männen och 13 procent av kvinnorna läskunniga. Enligt en annan källa från 2015 kunde 31 procent av befolkningen över 15 år läsa och skriva, där andelen var 17 procent för kvinnor. Andelen läskunniga varierade mellan olika delar av landet. Vidstående diagram från UNESCO visar andra siffror. För män var läskunnigheten högst i Kabul med 68 procent och lägst i Helmand med 41 procent.

#### Islamsk utbildning
Islamisk utbildning har funnits i Afghanistan lika läge som islam, alltså sedan 700-talet. Moskéskolor finns idag i varje by och stadskvarter och besöks av praktiskt taget alla barn i förskoleåldern, både pojkar och flickor. De får lära sig bokstäver och siffror och får en del grundinformation om Islam. Nästa steg är koranskolan, där eleverna lär sig recitera koranen. Dessa skolor drivs traditionellt av byrådet. Nästa steg av den islamska skolan, madrasan är på högstadie- och gymnasienivå och bedrivs idag (2018) av staten. Det finns också islamisk utbildning på universitetsnivå, som kan leda till arbete som domare eller advokat i islamisk lag (sharia). Den är öppen för både män och kvinnor.

#### Skola enligt västerländsk modell

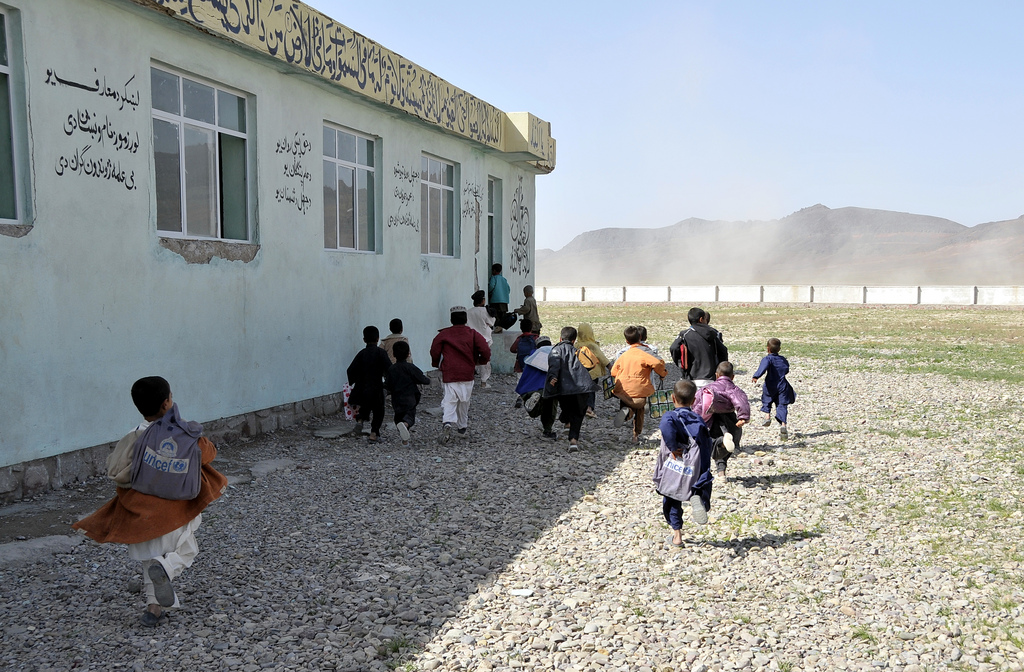
Byskola i västra Afghanistan 2010.

Sexårig skola enligt västerländsk modell startade i Kabul 1903 för pojkar och 1921 för flickor. 1950 fanns det bara ungefär 300 grundskolor i landet, med totalt cirka 90 000 elever. Bara ungefär 3 500 flickor i hel landet gick i skolan. 1980 gick ungefär 35 procent av alla barn i skolan och det fanns 3 000 skolor med totalt  ungefär 1 miljon elever. Av dem var ungefär 350 000 flickor. Nästan alla flickskolor fanns i större städer.
2006–2007 hade mer än fyra miljoner manliga och kvinnliga studenter påbörjat studier i skolor runt om i landet. På grund av bristande finansiering, osäkra skolbyggnader, kulturella normer och en stor mängd icke ackrediterade lärare återstod det dock ännu omfattande problem med utbildningen i Afghanistan. Bristen på kvinnliga lärare var ett problem för vissa afghanska föräldrar, framförallt i mer konservativa områden, då de inte ville att deras döttrar skulle undervisas av män.

#### Universitet och högskolor
Enligt Världsbanken fanns i slutet av 2016 över 120 privata och statliga universitet och högskolor med totalt över 300 000 studerande. Kvaliteten varierade mycket och de allra flesta av institutionerna var relativt nystartade. År 2001 fanns bara drygt tio motsvarande institutioner med uppskattningsvis 10 000 studenter.
Efter talibanernas maktövertagande augusti 2021 har universitetens möjligheter att arbeta begänsats. I februari 2022 hade minst 229 universitetslärare lämnat landet.

### Hälso- och sjukvård
Afghanistan är ett av de sista i världen där det fortfarande sprids polio, om än i liten omfattning. Malaria och tbc är vanliga, liksom diarrésjukdomar förorsakade av bristen på rent vatten.
Coronaviruspandemins utbrott i Iran 2020 fick  många tusen exilafghaner att återvända från Iran till Afghanistan. Internationella organisationen för migration (IOM) beräknade den 18 mars att det handlade om 100 000 människor sedan virusutbrottet. 24 mars meddelade afghanska hälsovårdsministeriet att det enligt WHO fanns risk att 16 miljoner afghaner skulle smittas av viruset. Ministeriet befarade att 100 000 av dem skulle dö.

#### Droganvändning
En nationell undersökning 2015 indikerar att mellan 2,5 och 2,9 miljoner afghaner använder droger, vilket motsvarar cirka 11 procent av befolkningen. Mellan 1,9 och 2,3 miljoner brukar opioider, motsvarande 7 procent av befolkningen. Undersökningen fann droganvändning i 31 procent av alla hushåll.

### Jämställdhet och kvinnors rättigheter
Enligt FN är Afghanistan ett av världens mest ojämlika länder. Huvuddelen av alla kvinnor är förtryckta av patriarkala sedvänjor och kvinnor diskrimineras inom utbildning, politik och arbetsmarknad på grund av en utbredd kvinnodiskriminerande kultur. Nästan 9 av 10 kvinnor utsattes (2014) för fysiskt, sexuellt eller psykiskt våld och vanligen utövas våldets av offrets egen familj. Kvinnors levnadsvillkor bestäms till stor del av kvinnans far eller make. När maken dör förlorar kvinnan sin identitet och ställning i samhället.

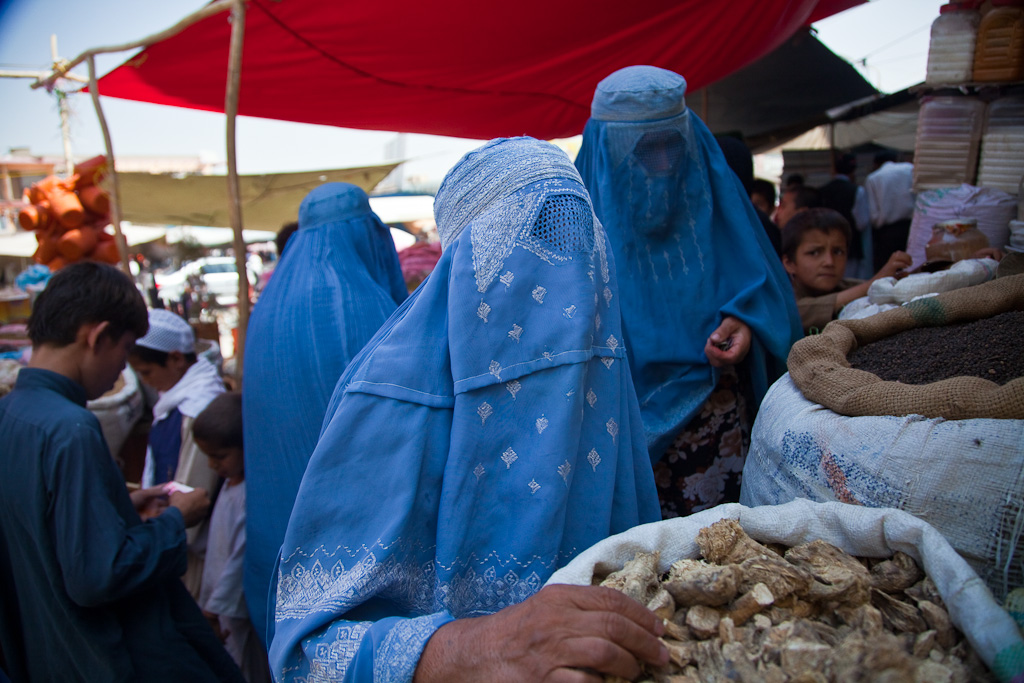
Burkaklädda kvinnor handlar mat, 2010.

#### Historik

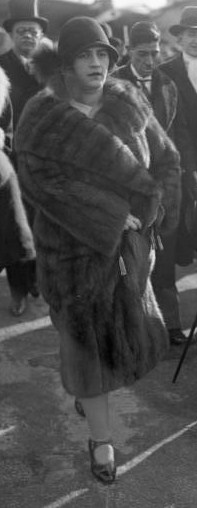
Drottning Soraya Tarzi i Berlin år 1928.

Afghanistan var tidigt ett starkt patriarkalt samhälle, men kvinnors ställning har varierat beroende på tidsperiod, kultur, region och etnisk grupp. Från införandet av islam, som ägde rum gradvis från 652, präglades kvinnors ställning av en hederskultur influerad av såväl islam som av den förislamska pashtunwalikoden. Hederskulturen krävde att kvinnor så långt möjligt levde i purdah isolerade från kontakt med män utanför familjen, antingen genom att täcka sig med slöja eller i ett faktiskt harem. Detta tillämpades dock olika strängt utifrån region och etnisk grupp. Nomadkvinnor kunde till exempel synas offentligt, och bar slöjor som inte dolde deras ansikten eller hela deras hår. 
Kvinnor spelade ingen offentlig roll i samhället. Liksom i andra muslimska riken fanns det dock kvinnor som blev kända som diktare, ett yrke som kunde utövas från inuti ett harem: bland dem Ayesha Durrani. Det fanns också kungliga hustrur och konkubiner som utövade inflytande över politiken inifrån det kungliga haremet, som Zarghona Anaa, Mirmon Ayesha och Babo Jan. Afghanistans monarker hade enligt sed ett stort harem med fyra officiella hustrur samt många fler inofficiella bihustrur för att stärka stamdiplomatin, utöver slavinnor kallade kaniz och surati, övervakade ghulam bacha (eunucker). 
En viss begränsad förändring inleddes på 1920-talet av den då västvänlige monarken Amanullah Khan lät sin drottning Soraya och sina systrar visa sig offentligt utan slöja som ett sätt att uppmuntra kvinnors frigörelse. Kvinnors rättigheter förbättrades genom ett radikalt reformerings- och moderniseringsprogram som infördes av kung Amanullah Khan och drottning Soraya Tarzi: den första kvinnoorganisationen Anjuman-i Himayat-i-Niswan grundades och kvinnor uppmanades att ta av sig slöjan, lämna könssegregeringen, utbilda sig och arbeta. Dessa reformer var dock tillfälliga eftersom alla återkallades när kungaparet avsattes 1929.
Efter andra världskriget såg den afghanska regeringen behov av en modernisering av samhället, och återupptog kvinnorörelsen genom grundandet av Women's Welfare Association 1946. En rad reformer infördes av premiärminister Mohammed Daoud Khan med stöd från kung Zahir Shah: kvinnor tilläts gradvis studera och yrkesarbeta, fick tillstånd att studera vid Kabuls universitet (1950) och anställdes vid statliga företag.  En epokgörande förändring ägde rum år 1959, när slöjan gjordes frivillig. Fram till 1959 hade nästan inga kvinnor i Kabul eller övriga landet visat sina ansikten utanför hemmet. På självständighetsdagen i augusti 1959 närvarade drottning Humaira Begum, prinsessan Bilqis och premiärministerns fru vid en militärparad utan slöjor.  När mullorna protesterade, uppmanades de att visa var i koranen det stod att kvinnor måste bära slöja, och när de misslyckades med detta, förklarade premiärministern att kvinnorna ur kungafamiljen inte längre skulle bära slöja eftersom islam inte krävde det. Detta innebar att slöjtvånget och könssegregeringen i praktiken upphävdes inom den urbana medel- och överklassen, där kvinnorna efter detta följde kungafamiljens exempel och började klä sig västerländskt. Kvinnlig rösträtt infördes i 1964 års konstitution och kvinnor valdes in i parlamentet. Under 1960- och 1970-talen var ett växande antal kvinnor verksamma på alla nivåer i samhället: inom politiken, militären och rättsväsendet, och klädde sig i moderna kläder. Alla dessa förändringar var dock i praktiken reserverade för en liten minoritet inom städernas bildade medel- och överklass, medan den överväldigande majoriteten afghanska kvinnor inte berördes av dem. 
Mellan 1978 och 1992 styrdes Afghanistan av en kommunistregim som i enlighet med kommunistisk ideologi stödde jämlikhet mellan könen. Kommunistregimen försökte genom sin kvinnoorganisation Democratic Women's Organisation of Afghanistan (DOAW) införa kvinnors rättigheter för kvinnor inom alla samhällsklasser, både inom staden och på landsbygden. Detta var betydligt mer radikalt än vad som hade varit fallet tidigare, när reformerna inom kvinnors rättigheter hade varit reserverade för den urbana överklassen, och möttes med ett enormt motstånd från den konservativa klanbefolkningen på landsbygden. Kommunisternas arbete för kvinnors rättigheter på landsbygden tog sig konkret uttryck i att tvinga även flickor att gå i skolan, och att lära vuxna kvinnor läsa och skriva. Detta mötte hårt motstånd i regioner där det ansågs vara oanständigt för en flicka eller en kvinna att ens visa sig utanför hemmet. Kommunistregimens tvångsåtgärder för kvinnors rättigheter var en av de faktorer som ledde till en islamistisk motståndsrörelse på landsbygden, Mujaheddin, som kraftig motsatte sig de rättigheter för kvinnor som stöddes av kommunisterna.
När kommunistregimen föll 1992 och ersattes av en regering med målet att islamisera samhället, resulterade detta i en kraftig reaktion mot kvinnors rättigheter i Afghanistan. Den nya regeringen utfärdade 1993 ett dekret som uppmanade myndigheter att avskeda kvinnliga anställda, påbjöd att kvinnor skulle bära slöja och inte borde visa sig utomhus utan sin makes tillstånd och närvaro.  I praktiken hade regeringen inte tillräcklig kontroll för att kunna tillämpa sin politik och kvinnor kvarblev därför på sina arbeten.  Under inbördeskriget mellan olika islamiska grupper blev många utbildade yrkeskvinnor kidnappade, våldtagna och dödade för att islamisterna ansåg att deras sinnen hade förgiftats av utbildning.
Under Taliban-regimens styre 1996-2001 förlorade kvinnor rätten till utbildning och arbete och var förbjudna att lämna hemmet utan en manlig släkting eller att vistas i offentliga miljöer utan en heltäckande slöja. Efter att talibanerna ha återtagit makten i augusti 2021 har motsvarande regler återinförts.

#### Könssegregering
I synnerhet på landsbygden i de södra och östra delarna av landet präglas livet enligt tradition av de normer och regler som kallas pashtunwali. Det innebär bland annat att mannen har ansvaret att försörja och skydda sina kvinnliga familjemedlemmar i syfte att försvara sin egen heder, ära och rykte. En rad vardagliga levnadsregler (purdah) håller män och kvinnor skilda åt och innebär bland annat att kvinnor inte visar sina ansikten utanför hemmet. Efter talibanernas maktövertagande 2021 har dessa regler formaliserats i namn av sharialag och gradvis skärpts.

#### Äktenskap
Afghanistan Independent Human Rights Commission rapporterade år 2013 att upp emot 80 procent av alla äktenskap ägde rum utan samtycke från bruden som i nästan hälften av fallen var under 18 år. Mellan 60 och 80 procent av alla äktenskap var tvångsäktenskap. Enligt organisationens intervjuer med överlevande kvinnor som försökt begå självmord var den vanligaste orsaken att undslippa äktenskapet.  I pashtunwali ingår hos vissa familjer att ett allvarligt brott kan sonas genom att förövarens familj kan ge bort en flicka eller kvinna för giftermål för att sluta fred och undvika blodshämnd. Det finns också en tradition med bytesäktenskap, alltså att ett syskonpar (bror och syster) gifts bort med ett syskonpar från en annan familj, men detta är idag mindre vanligt förekommande.
Afghanistan har en hög andel äktenskap mellan personer som är släkt. En studie från 2012 i åtta provinser visade att äktenskap mellan kusiner i första led utgjorde 28 procent av alla äktenskap, äktenskap mellan dubbelkusiner utgjorde 7 procent och äktenskap mellan sysslingar utgjorde 6 procent av alla äktenskap.

#### Kvinnors utbildning och politiska inflytande
Majoriteten av Afghanistans kvinnor bor på landsbygden och en stor del av dem är fattiga. Deras liv präglas av hårt arbete, låg utbildning och låg förväntad livslängd. Kvinnors läs- och skrivkunnighet var 2015 i snitt 17 procent, högst i Kabul med 24,7 procent och i vissa områden på landsbygden så låg som 1,5 procent.
I Afghanistans historia nämns ett fåtal kvinnor som spelat en stor politisk roll och även kvinnliga makthavare: Timuriddrottningen Gauhar Shad (c:a 1378–1459) i Herat spelade en stor politisk roll. 1556–1564 regerade drottning Mah Cucak Begum i Kabul.
Drottning Soraya, som var gift med det självständiga landets första kung Amanullah, hade stort politiskt inflytande 1919–1929. Hon var utbildad i Damaskus och dotter till en journalist och författare som levt många år i Europa och Syrien. Soraya var sin mans enda fru, vilket bröt mot traditionen. Hon deltog aktivt i regeringsarbetet och var förmodligen Afghanistans mest inflytelserika kvinna någonsin. Hon var före sin tid. Andra kvinnor i den lilla urbana överklassen började utbildas först på 1950-talet.
1964 års konstitution hänvisar till FN:s deklaration om mänskliga rättigheter och ger allmän och lika rösträtt åt både kvinnor och män. År 2001 antogs ett antal nationella dokument som ger kvinnor rätt att delta i den nationella utvecklingen.  2018 var 68 platser i  parlamentets underhus (Wolesi Jirga) med 249 ledamöter kvoterade för kvinnor.
År 2018 fanns framgångsrika kvinnor inom olika delar av samhället, men både deras och andra kvinnors möjlighet till utbildning och förvärvsarbete är fortfarande beroende av tillåtelse och stöd från familjens manliga överhuvud. Efter talibanernas maktövertagande i augusti 2021 stängdes skolorna för flickor över årskurs sex, kvinnor i offentlig tjänst har avskedats och statens kvinnodepartement stängdes och ersattes med ett departement för upprätthållandet av moral och dygder. Kvinnor i Kabul har trots hoten protesterat öppet mot den nya lagarna.

### Barn och unga

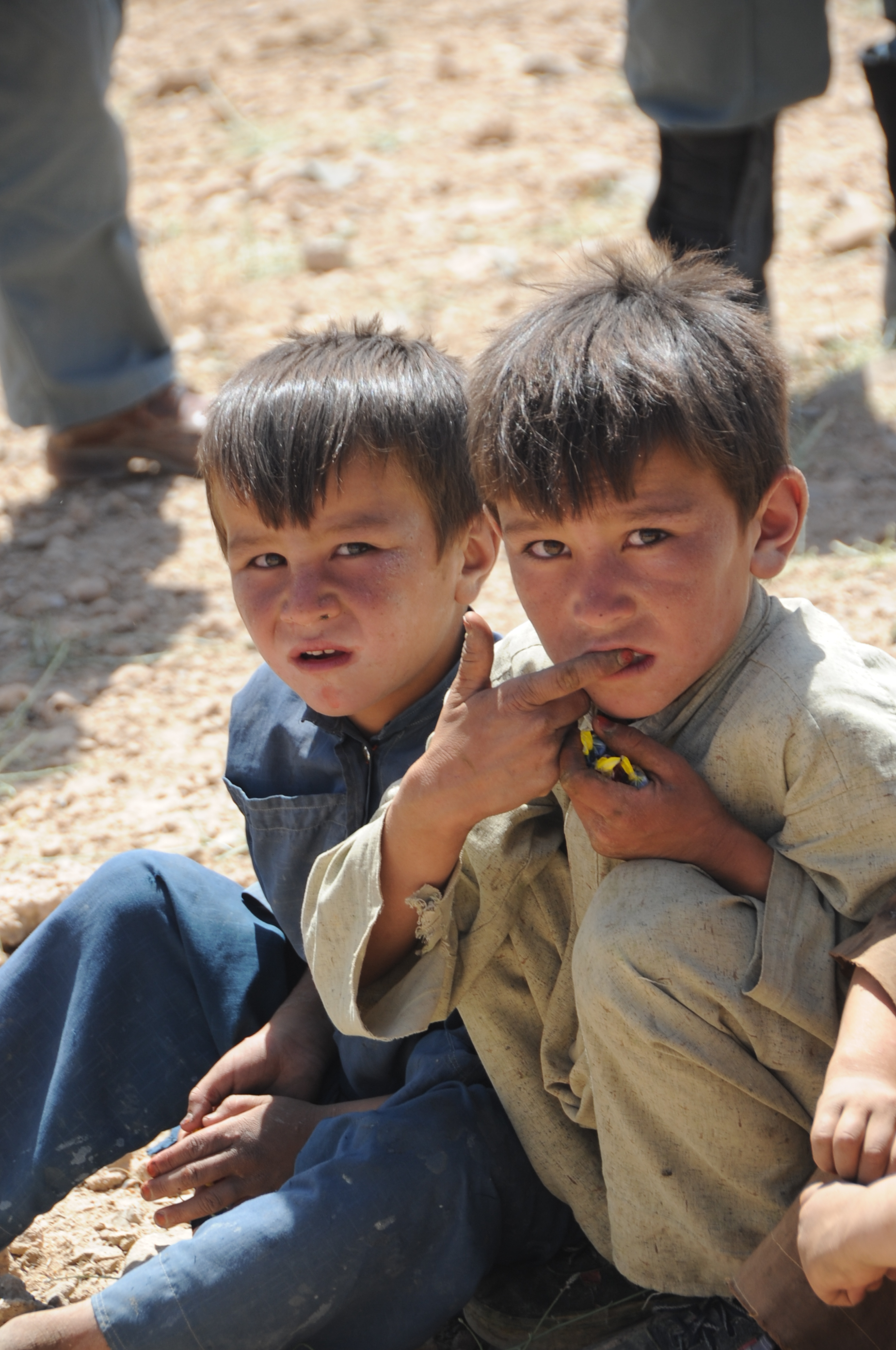
Hazarapojkar i provinsen Daykondi 2011.

Afghanistan är (2017) Asiens fattigaste land och 40 procent av barnen är kroniskt undernärda.
FN rapporterade i oktober 2019 att en tredjedel av alla civila offer för krigsvåld under 2015–2018 var barn, och att det under denna period gjorts 832 attacker mot skolor. Internationella Rädda Barnen rapporterade i november 2019 att två tredjedelar av barnen i Kabul har råkat ut för eller bevittnat explosioner och annat våld och att ungefär hälften av landets barn lider av sömnlöshet och nedstämdhet på grund av rädsla.
UNICEF rapporterade i december 2019 att Afghanistan är det farligaste landet i världen för barn. Mellan 2009 och 2018 dödades nästan 6 500 barn av våld i väpnad konflikt, och ytterligare nästan 15 000 skadades.
- 3,8 miljoner barn behövde humanitär hjälp
- 3,7 miljoner barn i skolåldern gick inte i skolan
- 600 000 barn under 5 år var undernärda
- 30 procent av barnen användes för fysisk arbetskraft.[169]

Det finns lagar mot utnyttjandet av barn som arbetskraft, men myndigheterna har mycket små möjligheter att kontrollera att de efterlevs.
Det rapporteras att både talibanerna och IS använder barn som soldater och självmordsbombare. Det finns också rapporter om att afghanska flyktingpojkar i Iran tvångsrekryterats till att strida i iranska förband på Assad-regimens sida i Syrien, ofta med dödlig utgång.
FN uppskattade 2008 att cirka 70–80 procent av alla äktenskap var tvångsäktenskap, vilket inte ska förväxlas med arrangerade äktenskap. Flickor men även pojkar tvingas till äktenskap och gifts bort medan de fortfarande är barn. Afghanistan Independent Human Rights Commission rapporterar att det är vanligt med självmord och självmordsförsök bland flickor och unga kvinnor som vill slippa giftas bort. Unga pojkar riskerar att utnyttjas som sexslavar genom den vanligt förekommande seden bacha bazi som tillämpas av rika och inflytelserika män. Bacha bazi är formellt förbjuden men representanter från myndigheter inklusive polisen är delaktiga och endast ett fåtal personer har åtalats under 2019.
I en nationell studie testades 9 procent av deltagarna under 14 års ålder positivt för droganvändning, med en frekvens på 2 procent i städer och 11 procent på landsbygden. 90 procent av barnen som testade positivt antogs ej vara aktiva drogbrukare själva utan försågs med droger av sina föräldrar eller exponerades för rök ifrån drogpreparat.

### Islams roll i samhället

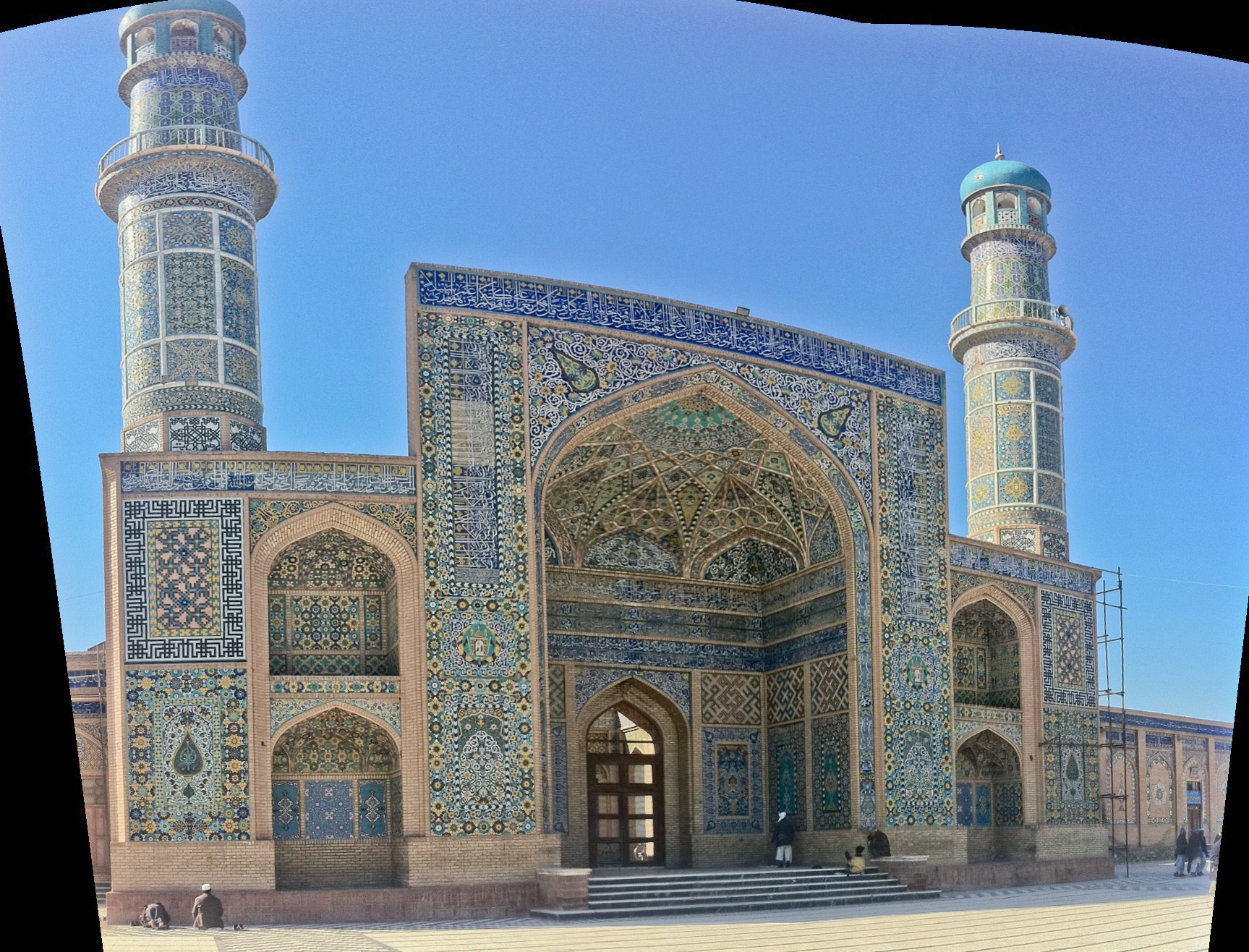
Den stora moskén i Herat.

Den stora majoriteten av Afghanistans befolkning är muslimer, varav  85-90 procent tillhör huvudriktningen sunni och 10–15 procent är shia. Folkgruppen hazara är till största delen shiamuslimer, medan andra folkgrupper framför allt är sunni.
Islam är statsreligion i Afghanistan och allmänt erkänns sharia som lagstiftning. Olydnad mot islamiska påbud har dödsstraff i straffskalan. År 2004 infördes en lag som förbjöd texter som kan uppfattas som anti-islamiska. Individer har blivit bestraffade för hädelse för sådana handlingar som  att fördöma kvinnors behandling i islamiska samhällen, att fördöma brott som enligt förövaren begåtts i islams namn eller att publicera en inofficiell översättning av Koranen. Att lämna islam för en annan religion eller helt avsäga sig religion (apostasi) ses som en kränkning av islam, ett allvarligt brott som kan bestraffas med döden. Enligt FN:s kommitté för mänskliga rättigheter, löper individer som avsagt sig sin muslimska tro eller konverterat löper en verklig risk för förföljelse och dödsstraff i Afghanistan.
För de allra flesta, särskilt på landsbygden, är islam en obestridlig och självklar del av livet. Många traditionella sedvänjor, till exempel den hederskodex och de levnadsregler som sammanfattas med uttrycket pashtunwali, uppfattas som en del av islam utan att ha någon egentlig grund i Koranen. I städerna finns en förhållandevis liten utbildad grupp som är sekulär och i mycket står för västerländska värderingar, men de uttrycker sällan sina åsikter offentligt för att inte betraktas som "fiender mot islam".
Ytligt sett är skillnaden mellan de både muslimska inriktningarna inte särskilt stor, men shiiternas historia som ofta undertryckt och förföljd grupp har bland annat lett till en offermystik, symboliserad av den tredje imamen Husains martyrdöd i Karbala år 680. Motsättningar mellan sunni- och shiamuslimer underblåstes och utnyttjades av "Järnemiren" Abdur Rahman, när han på 1890-talet svarade på ett hazariskt uppror med att mana sunnimuslimska landsbygdsbor till jihad mot de shiamuslimska hazarerna som betecknades som "otrogna". Resultatet blev vad många betecknar som ett folkmord på hazarer.
Under 1900-talet försvagades religionens betydelse i det politiska livet, men en vändpunkt kom med den kommunistiska statskuppen i april 1978. Den nya regimens iver att förändra landet i grunden ledde till en reaktion med starka religiösa förtecken, som förstärktes av regimens hårda repression. Sovjetunionens inmarsch 1979 förstärkte islam som en avgörande politisk kraft, till försvar för religionen och traditionella värden.
Talibanernas ideologi innefattar en antiimperialistisk version av islam, sunnitisk extremism med starka anti-shiitiska inslag och pashtunska folkliga föreställningar. Deras mål är att bilda ett islamiskt emirat i Afghanistan, styrt av islamisk lag. En gren av IS, Islamiska staten i Khorasanprovinsen - ISKP - bildades 2015 och vill upprätta ett internationellt islamiskt kalifat. Deras terrordåd har i hög grad riktat sig mot shiamuslimska hazarer.
Enligt en studie av Pew Research från 2013 ville människor i Afghanistan enhälligt (99 procent av de 1500 intervjupersonerna) att sharia ska vara landets officiella lag.  67% uttryckte att det endast finns ett sätt att tolka sharia, medan 29% var öppna för olika tolkningar. 

## Kultur

### Språk
Afghanistan har två officiella språk, dari och pashto, som båda tillhör den iranska grenen av den indoeuropeiska språkfamiljen. Dari fungerar som det gemensamma språket (lingua franca). Vissa provinser har även andra officiella språk, både indoeuropeiska och tillhörande anda språkgrupper.
Tvåspråkighet är vanlig och sambandet mellan folkgrupp och språk är inte alltid exakt. En undersökning från 2017, där personer fick ange fler än ett språk, visar att de tre största språken är dari (77 procent), pashto (48 procent) och uzbekiska (11 procent).

### Media
Medierna kontrollerades tätt under talibanperioden 1996-2001 och andra perioder i landets historia, och var relativt fria under andra. Under talibanperioden lades televisionen ned 1996 och tryckt media förbjöds att publicera kommentarer, fotografier eller läsarnas brev. Den enda radiostationen sände religiösa program och propaganda och sände ingen musik.
Efter att talibanregimen störtades 2001, släpptes pressens begränsningar gradvis och privat media diversifierades. Yttrandefriheten och pressen främjas i 2004 års grundlag och censur bannlys, även om att förtala personer eller att producera material som motsätter sig islams principer är förbjudet. 2008 listade Reportrar utan gränser mediamiljön som 156 av 173, den första som är någorlunda fritt. 400 publikationer och 60 radiostationer fanns registrerade, både inhemska och utländska som till exempel BBC.
Innan talibanernas maktövertagande augusti 2021 fanns 623 aktiva massmedia. I februari 2022 hade nästan hälften av dem tvingats att stänga på grund av landets ekonomiska kollaps, hot och hårda restriktioner. Antalet aktiva journalister hade minskat från 5100 till 2300. De flesta som förlorat sina arbeten var kvinnor. 

### Byggnadskonst
Flera av landets historiska monument har blivit skadade eller förstörda under krigen de senaste åren. Två kända statyer av Buddha i Bamiyanprovinsen förstördes av talibanerna som ansåg och påstod att de kunde påverka folkets tro. Dessa två Buddhastatyer tillhör hazarafolkets kulturarv och har funnits mer än 1500 år.
Andra kända orter är Herat, Ghazni och Balkh. Vid Hari Rud finns ett av Afghanistans världsarv, Hari Ruds minaret och fornlämningarna i Jam.

### Världsarv
I Afghanistan finns det två världsarv:
- 2002 – Hari Ruds minaret och fornlämningarna i Jam[196]
- 2003 – Bamiyan-dalens kulturlandskap och fornlämningar[197]

## Sverige/Afghanistan-relationer
Sverige har haft diplomatiska relationer med Afghanistan sedan 1930-talet, och åren 2008 - 2021 fanns en svensk ambassad i Kabul. I samband med talibanernas maktövertagande bröts de diplomatiska förbindelserna och Sveriges ambassad i Kabul bedrev sin verksamhet från Stockholm tills den stängdes helt i augusti 2024. I Stockholm fanns till och med 2024 fortfarande en ambassad som representerade den störtade staten Islamic Republic of Afghanistan och en ambassör Abbas Noyan. Hösten 2024 drog talibanerna in förordnandet för ambassadörer som inte accepterar deras regering och Abbas Noyans uppehållstillstånd i Sverige gick ut vid årsskiftet 2024/2025..
Åren 2002–2014 bidrog Sverige till den Nato-ledda internationella säkerhetsstyrkan ISAF och under 2015-2021 till den Nato-ledda utbildnings- och rådgivningsinsatsen Resolute Support Mission. År 2019 bestod den svenska delen av insatsstyrkan av  cirka 30 personer. Efter USA:s besked om att dra tillbaka sina trupper senaste 11 september 2021 har Nato avslutat sin insats. Den svenska militära personalen, som i april 2021 bestod av 16 personer, lämnade Afghanistan i maj 2021.
Afghanistans president Ashraf Ghani besökte Sverige 2015. Sveriges utrikesminister Margot Wallström besökte Afghanistan 2017.
Under flyktingkrisen 2015 sökte 41 600 afghanska medborgare asyl i Sverige. 23 000 av dem registrerades vid ankomsten som ensamkommande barn.Ungefär hälften av afghanerna fick asyl i Sverige. De övriga har utvisats, flytt vidare till andra länder, fått uppehållstillstånd enligt gymnasielagen 2018 eller stannat kvar i Sverige utan uppehållstillstånd.
I oktober 2016 ingicks ett samförståndsavtal mellan Sverige och Afghanistan. Avtalet reglerar villkoren för hur och under vilka omständigheter Sverige kan verkställa utvisningar av afghanska medborgare som sökt men nekats asyl i Sverige. Avtalet träffades på regeringsnivå och trädde i kraft trots att Afghanistans parlament röstade nej till det i november 2016. Sedan augusti 2021 finns (2024) inget motsvarande avtal med talibanregeringen.
I april 2021 avrådde UD från alla resor till Afghanistan, med hänvisning till säkerhetsläget. UD uppmanade också svenska medborgare och personer med uppehälle i Sverige att överväga att lämna Afghanistan om deras närvaro där inte är strängt nödvändig.

### Sveriges bistånd till Afghanistan
Afghanistan har 2001-21 mottagit 14,7 miljarder i bilateralt svenskt bistånd och var från 2013 det land som fick mest bistånd från Sverige. Insatsernas focus låg  på demokrati, mänskliga rättigheter och jämställdhet och på utbildning och ekonomisk utveckling. En del av biståndet bestod av humanitära insatser. I augusti 2021 omfördelades pengarna och mera anslogs till humanitärt stöd. En del av de svenska biståndspengarna har kanaliserats via Världsbankens fond för återuppbyggnad med den afghanska regeringen som samarbetspart. Efter talibanernas maktövertagande i augusti 2021 ställde Världsbanken in dessa betalningar.
| Sveriges bistånd till Afghanistan 1998-2019 | |
| --- | --- |
| \| \| Diagrammet är avstängt. Grafer inaktiverades den 18 april 2023 på grund av programvaruproblem. Nya diagram kan skapas sedan december 2024. \| Källa: openaid.se | |
| Information | Diagrammet är avstängt. Grafer inaktiverades den 18 april 2023 på grund av programvaruproblem. Nya diagram kan skapas sedan december 2024. |

Biståndet förmedlas av Sida till olika organisationer som arbetar i Afghanstan. En fjärdedel har gått till Svenska Afghanistankommittén (SAK) som har arbetat i landet sedan 1982. SAK är en medlemsbaserad bistånds- och solidaritetsorganisation som arbetar med kvinnor, barn, internflyktingar och personer med funktionsnedsättning i Afghanistan. Huvuddelen av finansieringen har kommit från Sida (193 miljoner år 2018) som en del av det statliga biståndet, och dessutom samlar man in pengar från medlemmar och andra i Sverige.
Efter koranbränningar i Sverige beordrade talibanregeringen sommaren 2023  att ”Sveriges aktiviteter” i Afghanistan skulle upphöra, och sedan mars 2024 har all SAK:s verksamhet i landet upphört. Under hösten 2024 lämnades stora delar av verksamheten över till norska Afghanistankommittén (NAC).
I juli 2025 tillkännagav den svenska regeringen att det bilaterala utvecklingsbiståndet till Afghanistan ska avslutas 1 januari 2026 för att frigöra resurser för ökat stöd till Ukraina. Det humanitära stödet till Afghanistan planeras fortsätta.

## Internationella rankningar
Ett antal internationella organisationer gör varje år rankningar av alla världens länder vad gäller en rad förhållanden som kan ses som tecken på demokrati och mänskliga rättigheter. Rankningarna för 2018-2019, som avser den stat som leddes av Ashraf Ghanis regering, visar att Afghanistan då hörde till de allra sämst rankade vad gäller korruption (plats 172 av 180 undersökta länder). Även övriga rankningar gav liknande resultat, med undantag för pressfriheten som dock även den bedömdes som klart under det internationella genomsnittet. 
Rankningarna i  tabellen nedan avser tiden före talibanernas maktövertagande 2021. Det rapporteras om kraftiga försämringar av pressfrihet och mänskliga rättigheter sedan dess. I november 2022 rapporterar Reportrar utan gränser att pressfrihetsindex sjunkit till plats 156 av 180 sedan talibanernas maktövertagande 2021, att säkerheten för journalister har försämrats radikalt, att många medier har stängt ned och att sex av tio journalister har tvingats sluta arbeta. Detta har speciellt drabbat kvinnliga journalister. I december 2022 rapporterade organisationen Open Doors att Afghanistan under den nya talibanregimen är det land i världen där förföljelsen av kristna är hårdast.
| Organisation                                | Undersökning                   | Rankning   |
| ------------------------------------------- | ------------------------------ | ---------- |
| Heritage Foundation/The Wall Street Journal | Index of Economic Freedom 2019 | 152 av 180 |
| Reportrar utan gränser                      | Pressfrihetsindex 2019         | 121 av 180 |
| Transparency International                  | Korruptionsindex 2018          | 172 av 180 |
| FN:s utvecklingsprogram                     | Human Development Index 2018   | 170 av 189 |
| The Economist                               | Demokratiindex 2019            | 141 av 167 |